# Aglomeracja warszawska
Aglomeracja warszawska – aglomeracja monocentryczna w środkowo-wschodniej Polsce, w województwie mazowieckim, położona w większości na Nizinie Środkowomazowieckiej; obejmuje Warszawę i jej przedmieścia oraz obszary podmiejskie.

## Nazwa i status
Na przestrzeni lat pojęcia takie jak „aglomeracja” czy „zespół miejski” zmieniały swoje znaczenia. W ostatnich latach częściej używane są określenia „miejski obszar funkcjonalny” „obszar metropolitalny” lub „metropolia”. W odniesieniu do Warszawy i jej otoczenia wszystkie te pojęcia, w różnych opracowaniach, stosuje się wymiennie, wraz z pojęciami „obszaru/regionu stołecznego/warszawskiego”.
Pojęcie aglomeracja warszawska odnosi się współcześnie do określonego obszaru zurbanizowanego, położonego na terenie definiowanym niejednolicie – w zależności od przyjętych granic – ale w każdym przypadku ogniskującym się wokół centrum umiejscowionego w określonym położeniu geograficznym, łącznie z zamieszkującą go ludnością, istniejącą zabudową i zagospodarowaniem wraz z infrastrukturą techniczną (w tym infrastrukturą transportową i uzbrojeniem terenu) oraz występującymi tamże zasobami naturalnymi. 
Aglomeracja sama w sobie nie posiada zatem podmiotowości jednostki organizacyjnej, ani tym bardziej nie stanowi wielocelowej osoby publicznoprawnej jak np. jednostka samorządu terytorialnego, wielocelowy związek jednostek samorządu terytorialnego, czy związek metropolitalny. Istnieje natomiast szereg publicznych celowych jednostek organizacyjnych, powołanych do wykonywania zadań w określonej dziedzinie, na różnie definiowanym obszarze aglomeracji, np. Komenda Stołeczna Policji albo Sąd Apelacyjny w Warszawie. 
Pomimo iż nie istnieją ujednolicone granice aglomeracji warszawskiej, to w zależności od przeznaczenia ustanowiono szereg delimitacji obszaru wokół Warszawy, nazywanych lub określanych w różny sposób. Niektórym spośród nich nadano moc obowiązującą w aktach prawa unijnego, krajowego lub miejscowego albo aktach prawa kościelnego, podczas gdy inne mają charakter jedynie aktów kierownictwa wewnętrznego określonych instytucji albo stanowią opracowanie naukowe.

## Delimitacje wpowszechnie obowiązujących aktachprawa unijnego, krajowego lub miejscowego

### Region warszawski stołeczny NUTS 2 (od 2018 r.)

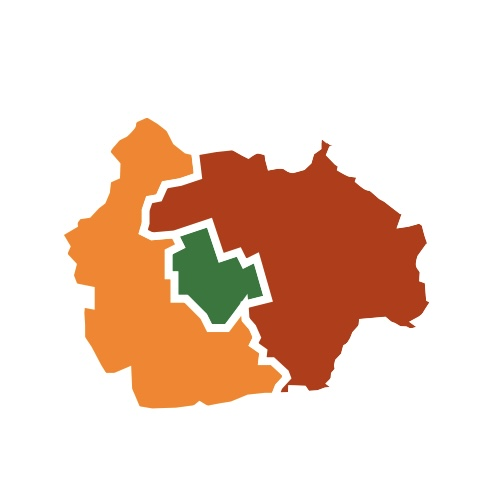
Obszar regionu warszawskiego stołecznego wg NUTS 2 wraz z podziałem na podregiony NUTS 3 (od 2018 r.)

1 stycznia 2018 roku została dokonana modyfikacja podziału statystycznego Polski, w wyniku której obok dotychczasowych szesnastu obszarów statystycznych na poziomie NUTS 2 tożsamych z województwami, wydzielono z województwa mazowieckiego w drodze wyjątku kolejną jednostkę NUTS 2 – region warszawski stołeczny, podzielony na 3 podregiony NUTS 3, którymi są:
- podregion Warszawa, obejmujący obszar miasta stołecznego na prawach powiatu Warszawy
- podregion warszawski wschodni, obejmujący obszar powiatów:
  - legionowskiego
  - mińskiego
  - otwockiego
  - wołomińskiego
- podregion warszawski zachodni, obejmujący obszar powiatów:
  - grodziskiego
  - nowodworskiego
  - piaseczyńskiego
  - pruszkowskiego
  - warszawskiego zachodniego.

W porównaniu do poprzedniej delimitacji aglomeracji warszawskiej dla potrzeb statystyki, obszar jej został zatem zmniejszony o cztery powiaty (garwoliński, grójecki, sochaczewski i żyrardowski). Według przewidywań GUS delimitacja obszaru metropolitalnego, z uwagi na swoje osadzenie zarówno w podziale administracyjnym kraju (oparcie o granice powiatów), jak i w ramach systemu programowania i wdrażania środków unijnych, powinna wyprzeć dotychczasowe delimitacje Obszaru Metropolitalnego Warszawy/Warszawskiego Obszaru Funkcjonalnego.

### Miejski Obszar Funkcjonalny Warszawy według Strategii Rozwoju Województwa Mazowieckiego 2030+.Innowacyjne Mazowsze(od 2022 r.)

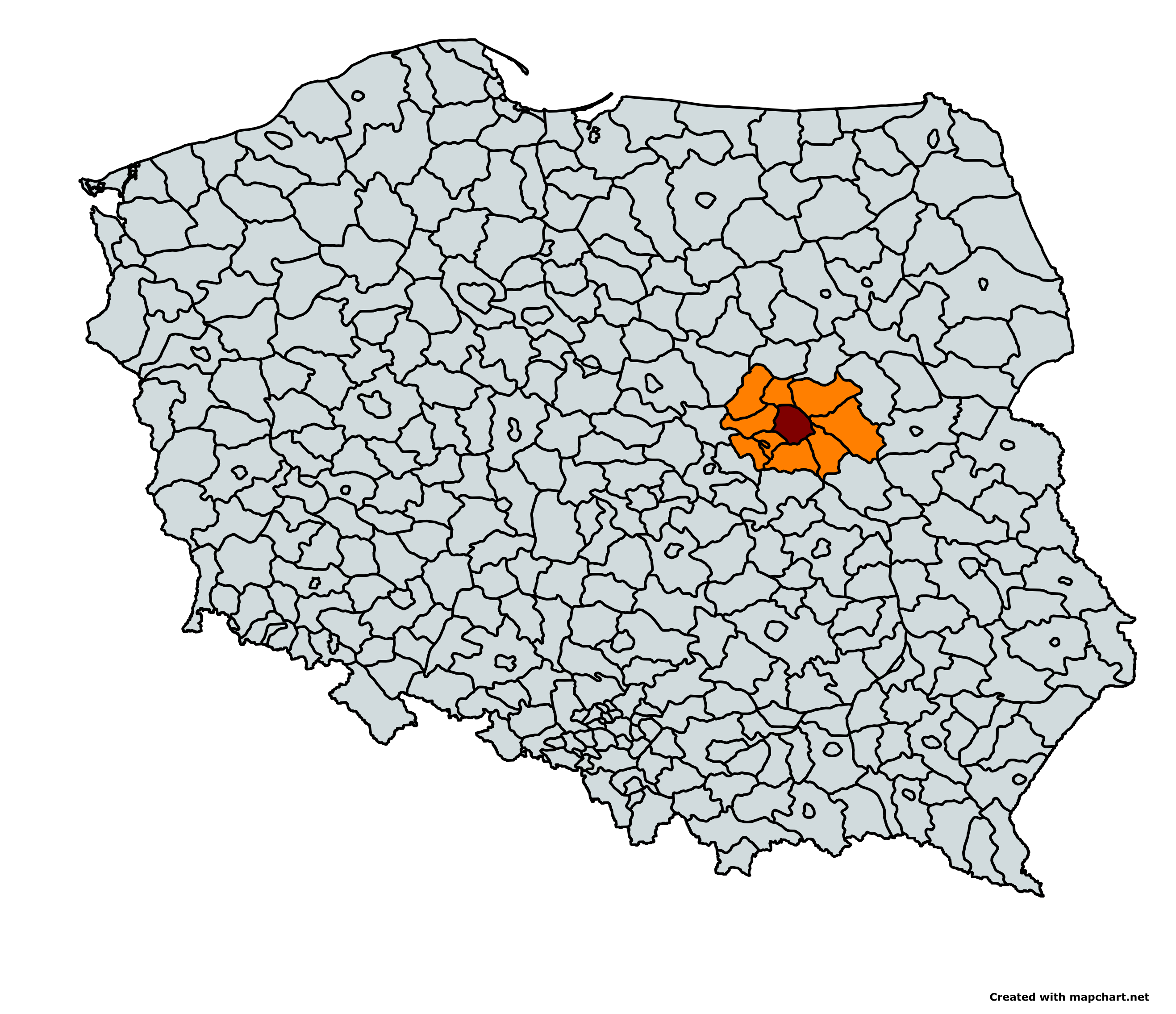
MOF Warszawy wg Planu Zagospodarowania Przestrzennego Województwa Mazowieckiego (od 2018 r.) i strategii rozwoju województwa mazowieckiego 2030+. Innowacyjne Mazowsze (od 2022 r.)

Identyczne granice Miejskiego Obszaru Funkcjonalnego Warszawy zawarte zostały także w uchwalonej w 2022 r. Strategii Rozwoju Województwa Mazowieckiego 2030+. Innowacyjne Mazowsze.

### Obszar garnizonu stołecznego Policji (od 2002 r.)

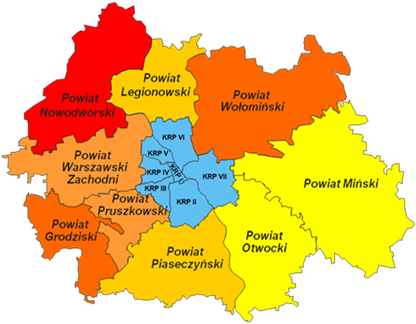
Garnizon stołeczny Policji

Pomimo iż garnizony policyjne pokrywają się co do zasady z podziałem na województwa, obszar zdefiniowany identycznie jak powyżej został w drodze wyjątku wydzielony w 2002 r. z obszaru mazowieckiego garnizonu policyjnego i objęty właściwością Komendy Stołecznej Policji o statusie wojewódzkim, zaś pozostała cześć województwa mazowieckiego stanowi obszar właściwości Komendy Wojewódzkiej Policji z siedzibą w Radomiu.

### Obszar okręgów wyborczych do Parlamentu Europejskiego (od 2004 r.) oraz do Sejmu (od 2001 r.) i Senatu (od 2011 r.)

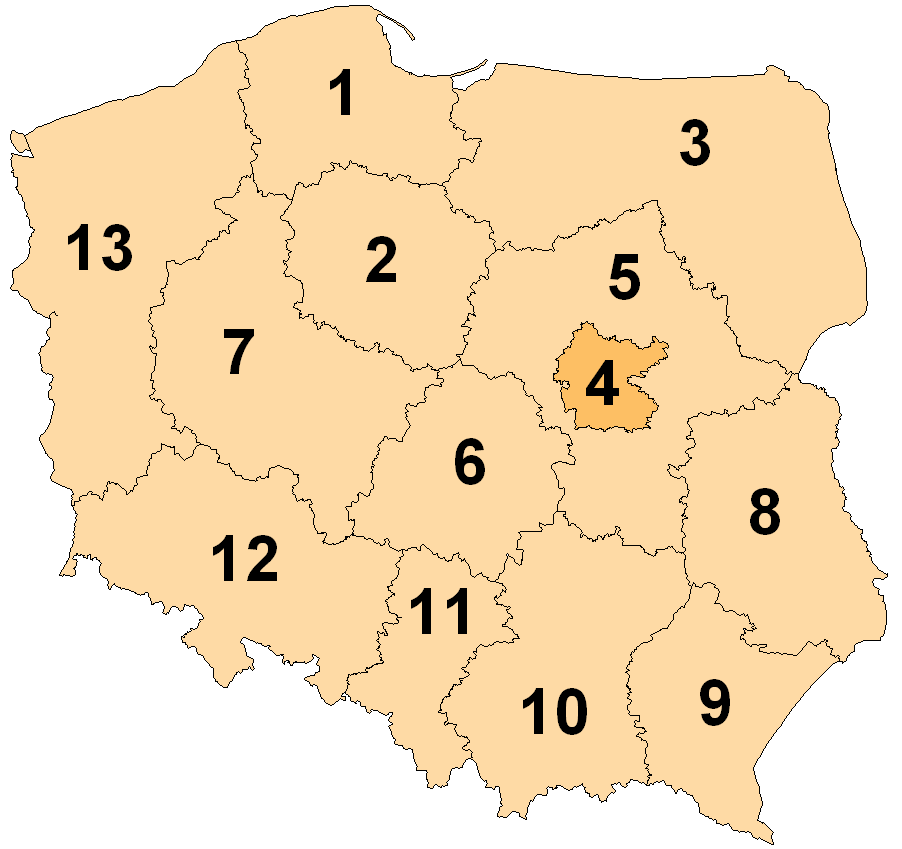
Okręg wyborczy nr 4 (Warszawa I) w wyborach do PE

Województwo mazowieckie jako jedyne nie należy w całości do jednego okręgu wyborczego do Parlamentu Europejskiego. Wydzielono z niego stołeczny okręg wyborczy nr 4 do Parlamentu Europejskiego (Warszawa I) obejmujący obszar miasta na prawach powiatu Warszawy oraz powiatów grodziskiego, legionowskiego, nowodworskiego, otwockiego, piaseczyńskiego, pruszkowskiego, warszawskiego zachodniego i wołomińskiego (okręg ten obejmuje także obywateli polskich mieszkających lub przebywających podczas wyborów za granicą kraju). Pozostała część województwa mazowieckiego należy do okręgu wyborczego nr 5 do Parlamentu Europejskiego (Warszawa II).

Okręg wyborczy nr 19 (Warszawa I) do Sejmu

Okręg wyborczy nr 20 (Warszawa II) do Sejmu

W wyborach do Sejmu RP wydzielone są dwa okręgi obejmujące aglomerację: okręg wyborczy nr 19 do Sejmu Rzeczypospolitej Polskiej (Warszawa I), którym jest Warszawa w granicach administracyjnych (obejmuje on też obywateli polskich mieszkających lub przebywający podczas wyborów za granicą kraju), oraz okręg wyborczy nr 20 do Sejmu (Warszawa II) obejmujący obszar powiatów grodziskiego, legionowskiego, nowodworskiego, otwockiego, piaseczyńskiego, pruszkowskiego, warszawskiego zachodniego i wołomińskiego. W wyborach do Senatu obszar sejmowego okręgu Warszawa I podzielono na 4 jednomandatowe okręgi senackie o numerach 42-45, a sejmowego okręgu Warszawa II na 2 okręgi senackie o numerach 40-41.

### Obszar sądowej apelacji warszawskiej (od 2010 r.)

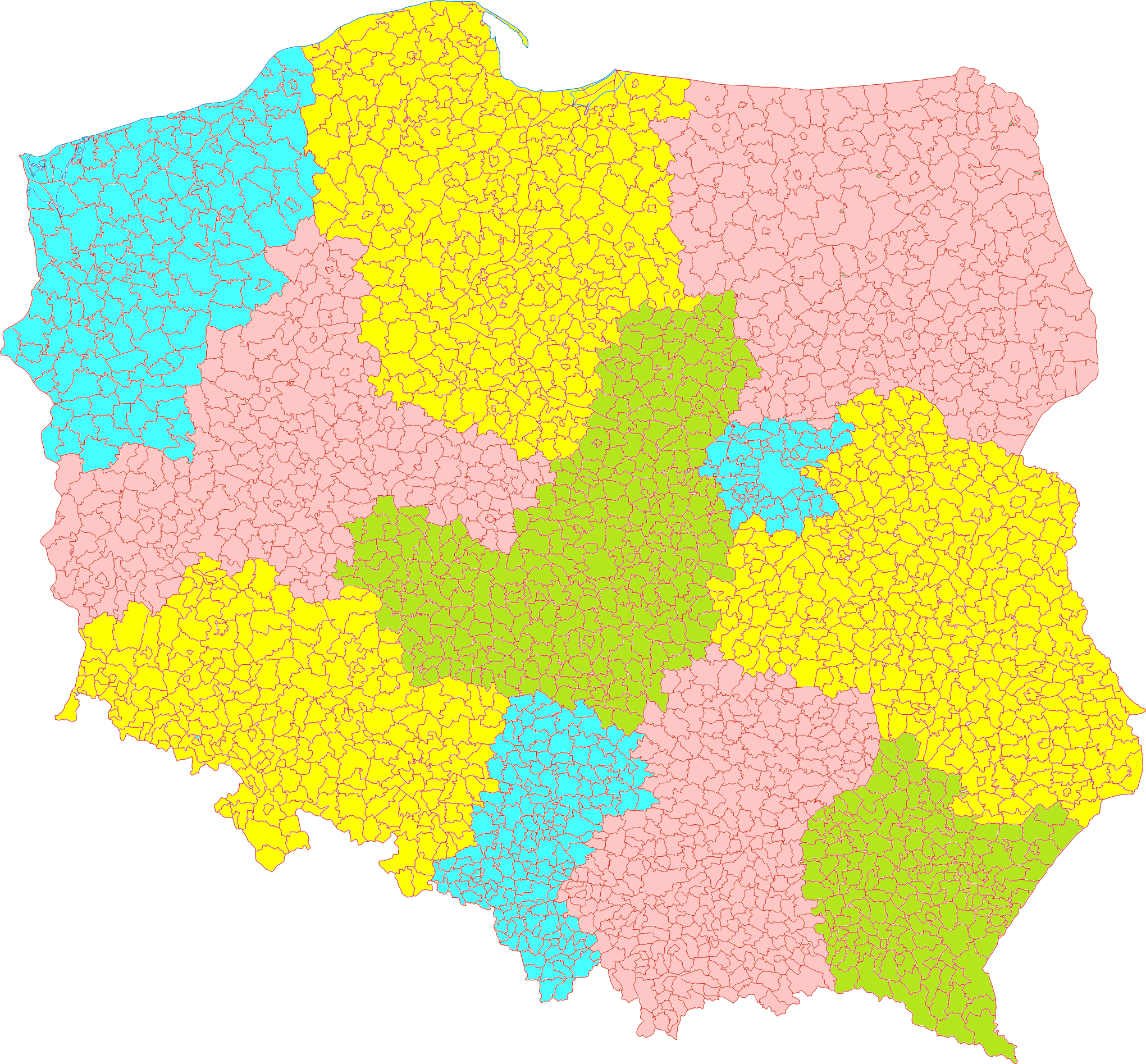
Apelacje sądowe w Polsce. Apelacja warszawska to obszar oznaczony na niebiesko położony najbardziej na wschód.

Sądowa apelacja warszawska stanowi teren działania Sądu Apelacyjnego, Prokuratury Regionalnej, Izby Komorniczej, Oddziału IPN oraz Izby Notarialnej w Warszawie, Sądu Rejonowego dla m.st. Warszawy – XI Wydziału Gospodarczego – Rejestru Zastawów, a także Mazowieckiego Wydziału Zamiejscowego Departamentu do Spraw Przestępczości Zorganizowanej i Korupcji Prokuratury Krajowej. Jako jedyna dzieli się na zaledwie dwa okręgi sądowe:
- okręg sądowy Warszawa
- okręg sądowy Warszawa-Praga.

Jej terytorium obejmuje:
- miasto stołeczne na prawach powiatu Warszawę,
- powiat legionowski,
- powiat pruszkowski,
- powiat warszawski zachodni,
- powiat wołomiński,
- powiat grodziski bez gmin Baranów, Jaktorów i Żabia Wola, przynależących do SR w Żyrardowie sądowego okręgu płockiego apelacji łódzkiej,
- powiat nowodworski bez gminy Nasielsk, przynależącej do SR w Pułtusku sądowego okręgu ostrołęckiego apelacji białostockiej,
- powiat otwocki bez gmin Sobienie-Jeziory i Osieck, przynależących do SR w Garwolinie sądowego okręgu siedleckiego apelacji lubelskiej,
- powiat piaseczyński bez gminy Tarczyn, przynależącej do SR w Grójcu sądowego okręgu radomskiego apelacji lubelskiej.

### Delimitacje dla potrzeb ochrony środowiska

#### Ocena jakości powietrza (od 2012 r.)
Strefa aglomeracja warszawska wyznaczona dla potrzeb dokonywania oceny jakości powietrza, obejmuje obszar m.st. Warszawy w granicach administracyjnych, od 2022 r. na mocy art. 82 ust. 2a oraz załącznika do ustawy z dnia 27 kwietnia 2001 r. Prawo ochrony środowiska, a ponadto na mocy uchwały nr 115/20 Sejmiku Województwa Mazowieckiego z dnia 8 września 2020 r. w sprawie programu ochrony powietrza dla stref w województwie mazowieckim, w których zostały przekroczone poziomy dopuszczalne i docelowe substancji w powietrzu, natomiast w latach 2012–2022 na mocy §1 ust. 2 i załącznika do rozporządzenie Ministra Środowiska z dnia 2 sierpnia 2012 r. w sprawie stref, w których dokonuje się oceny jakości powietrza.

#### Oczyszczanie ścieków komunalnych
Aglomeracja dla potrzeb oczyszczania ścieków komunalnych to teren, na którym zaludnienie lub działalność gospodarcza są wystarczająco skoncentrowane, aby ścieki komunalne były zbierane i przekazywane do oczyszczalni ścieków komunalnych lub do końcowego punktu zrzutu. Aglomeracje wodnoprawne:
- zarządzane przez Miejskie Przedsiębiorstwo Wodociągów i Kanalizacji w m.st. Warszawie, to:
  - aglomeracja Warszawa, z oczyszczalniami ścieków „Czajka” i „Południe” zlokalizowanymi w Warszawie, w której skład na mocy uchwały nr XLI/1263/2020 Rady m.st.Warszawy z 3 grudnia 2020 r. w sprawie wyznaczenia obszaru i granic aglomeracji Warszawa i wchodzą następujące miejscowości w całości lub w części:
    - m.st. Warszawa z wyłączeniem dzielnicy Ursus oraz części dzielnicy Wesoła,
    - m. Legionowo,
    - m. Marki,
    - m. Ząbki,
    - m. Zielonka,
    - z obszaru gminy Izabelin: Mościska,
    - z obszaru gminy Jabłonna: Jabłonna, Chotomów, Dąbrowa Chotomowska,
    - z obszaru gminy Nieporęt: Stanisławów Pierwszy, Stanisławów Drugi, Józefów, Wola Aleksandra, Michałów-Grabina, Rembelszczyzna, część miejscowości Kąty Węgierskie[14],

  - aglomeracja Serock, położona na terenie gminy Nieporęt, Serock i Wieliszew, z oczyszczalnią ścieków komunalnych zlokalizowaną w Dębe, ustanowiona uchwałą nr 541/XLVIII/2022 Rady Miejskiej w Serocku z dnia 30 marca 2022 r. w sprawie likwidacji dotychczasowej aglomeracji Serock oraz wyznaczenia aglomeracji Serock w nowym kształcie, którą tworzą:
    - miejscowości gminy Serock,
    - miejscowości gminy Wieliszew,
    - z obszaru gminy Nieporęt: Aleksandrów, Beniaminów, Białobrzegi, Izabelin, Nieporęt, Rynia, Wólka Radzymińska, Zegrze Południowe, część miejscowości Kąty Węgierskie[15][16],

  - aglomeracja Pruszków, położona na terenie gmin: Pruszków, Piastów, Ożarów Mazowiecki, Michałowice i dzielnicy Ursus m. st. Warszawy z oczyszczalnią ścieków komunalnych zlokalizowaną w Pruszkowie, którą na mocy uchwały nr XXXIII/334/2021 Rady Miasta Pruszkowa z dnia 28 stycznia 2021 r. w sprawie wyznaczenia obszaru i granic aglomeracji Pruszków, tworzą miejscowości: 
    - m. Ożarów Mazowiecki,
    - Duchnice,
    - Konotopa,
    - część Ołtarzewa z gminy Ożarów Mazowiecki,
    - Michałowice,
    - Michałowice-Wieś,
    - Komorów,
    - Sokołów,
    - Suchy Las,
    - Reguły,
    - Nowa Wieś,
    - Granica,
    - Helenów,
    - Pęcice,
    - Pęcice Małe,
    - Opacz Mała,
    - Opacz Kolonia z gminy Michałowice,
    - m. Pruszków,
    - m. Piastów,
    - dzielnica Ursus m.st. Warszawy[17][18],
- zarządzane na obszarze m.st.Warszawy przez podmioty prywatne, to:
  - aglomeracja Cyraneczka, na mocy na mocy uchwały nr LXXXIV/2749/2023 Rady m.st.Warszawy z 6 lipca 2023 r. w sprawie wyznaczenia obszaru i granic aglomeracji Cyraneczka, położona jest na terenie: m.st. Warszawy w Dzielnicy Wesoła, Osiedle Stara Miłosna z oczyszczalnią ścieków komunalnych „Cyraneczka”[19].

### Porozumienia i związki jednostek samorządu terytorialnego Warszawy z okolicznymi gminami lub powiatami

#### Komunikacyjne porozumienia międzygminne, powiatów oraz powiatowo-gminne

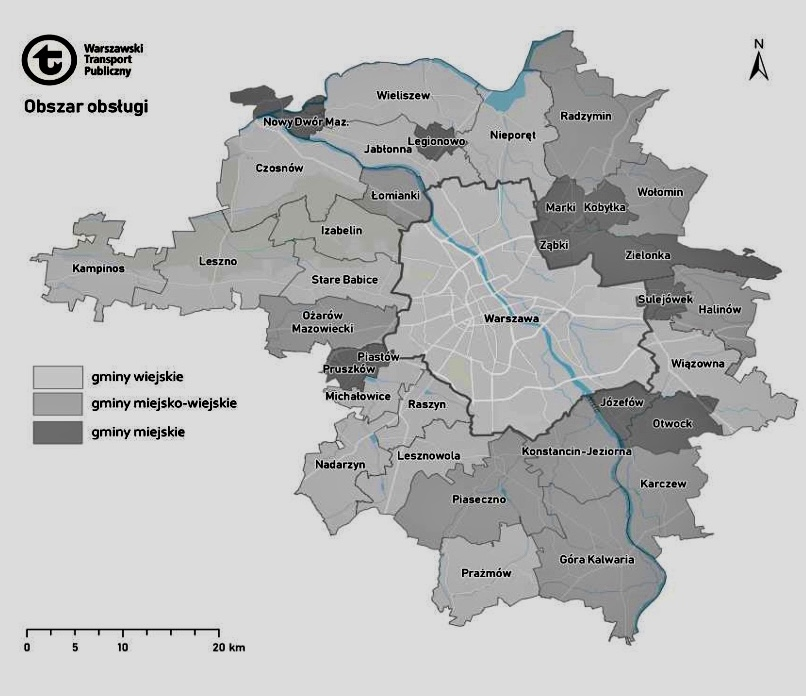
Obszar obsługiwany na podstawie porozumień międzygminnych oraz powiatowo-gminnych przez Zarząd Transportu Miejskiego w Warszawie w ramach Warszawskiego Transportu Publicznego

Na obszarze aglomeracji nie powołano dedykowanego samorządowego związku komunikacyjnego obejmującego Warszawę, niemniej Warszawa ma zawartych szereg porozumień międzygminnych i powiatowo-gminnych, objętych dodatkowo Planem zrównoważonego rozwoju transportu zbiorowego dla m.st. Warszawy z uwzględnieniem publicznego transportu zbiorowego organizowanego na podstawie porozumień z gminami sąsiadującymi, na mocy których Zarząd Transportu Miejskiego w Warszawie organizuje lub współorganizuje w ramach Warszawskiego Transportu Publicznego przewozy na obszarze następujących 35 okolicznych gmin:
- pięć gmin należy wraz z Warszawą do pierwszej strefy biletowej:
  - Izabelin
  - Konstancin-Jeziorna
  - Łomianki
  - Marki
  - Ząbki
- pozostałe 30 gmin należy do drugiej strefy biletowej:
  - Chynów
  - Czosnów
  - Góra Kalwaria
  - Halinów
  - Jabłonna
  - Józefów
  - Kampinos
  - Karczew
  - Kobyłka
  - Legionowo
  - Leszno
  - Lesznowola
  - Michałowice
  - Nadarzyn
  - Nieporęt
  - Nowy Dwór Mazowiecki
  - Otwock
  - Ożarów Mazowiecki
  - Piaseczno
  - Piastów
  - Prażmów
  - Pruszków
  - Radzymin
  - Raszyn
  - Stare Babice
  - Sulejówek
  - Wiązowna
  - Wieliszew
  - Wołomin
  - Zielonka.

Dwadzieścia sześć spośród gmin strefy drugiej uczestniczy dodatkowo w porozumieniu Warszawa+ wprowadzającym Wspólny Bilet Metropolitalny na przejazdy ZTM (w tym pociągami Szybkiej Kolei Miejskiej), a także pociągami pozostałych dwóch przewoźników realizujących kolejowe przewozy aglomeracyjne, tj. Kolei Mazowieckich oraz Warszawskiej Kolei Dojazdowej, przy czym gminy Kobyłka, Wołomin i Zielonka finansują swoje uczestnictwo wspólnie z powiatem wołomińskim, będącym z tego powodu także stroną porozumienia. W porozumieniu Warszawa+ uczestniczą ponadto dwie spośród gmin podwarszawskich należących do strefy pierwszej, tj. Konstancin-Jeziorna oraz Ząbki, przy czym uczestnictwo tej ostatniej jest ograniczone wyłącznie do biletów ulgowych, a w zakresie przewozów kolejowych w II strefie biletowej – wyłącznie do pociągów Kolei Mazowieckich.

#### Związki i porozumienia międzygminne w zakresie zbiorowego zapatrzenia w wodę i odprowadzania ścieków
Związek Międzygminny „Warszawski Związek Wodociągów i Kanalizacji” to związek międzygminny powołany 20 listopada 2000 r. dla wspólnego zaopatrzenia w wodę, kanalizacji sanitarnej i deszczowej oraz odprowadzania i oczyszczania ścieków komunalnych. Zrzesza m.st. na prawach powiatu Warszawę (jako następcę prawnego 11 gmin warszawskich) oraz gminy:
- Michałowice
- Ożarów Mazowiecki
- Piastów
- Ząbki[24][25]

Współpraca w zakresie zbiorowego zapatrzenia w wodę i odprowadzania ścieków w aglomeracji warszawskiej uległa w 2005 r. rozszerzeniu również na gminy nienależące do związku. Na mocy zawartego wówczas porozumienia międzygminnego, Warszawa przejęła odtąd zadania w zakresie zbiorowego zapatrzenia w wodę i odprowadzania ścieków od gmin:
- Michałowice
- Nieporęt
- Raszyn
- Serock
- Wieliszew
- Piastów
- Pruszków[26].

## Delimitacje obowiązujące w aktach prawa kościelnego

Podział administracyjny Kościoła katolickiego w Polsce. Archidiecezja warszawska (36) i diecezja warszawsko-praska (38)

Kościół katolicki w Polsce wyznaczył metropolię warszawską stanowiącą prowincję kościelną obejmującą część województwa mazowieckiego i wschodni pas województwa województwa kujawsko-pomorskiego. Metropolitą jest arcybiskup warszawski. Metropolia dzieli się na diecezję płocką oraz dwie diecezje obejmujące aglomerację warszawską:
1. archidiecezję warszawską, obejmującą 25 dekanatów, w tym 11 warszawskich i 14 pozawarszawskich
2. diecezję warszawsko-praską, obejmującą 20 dekanatów, w tym 6 warszawskich i 14 pozawarszawskich.

## Delimitacje obowiązujące w innych aktach

### Funkcjonalny obszar miejski Warszawy (od 2012 r.)

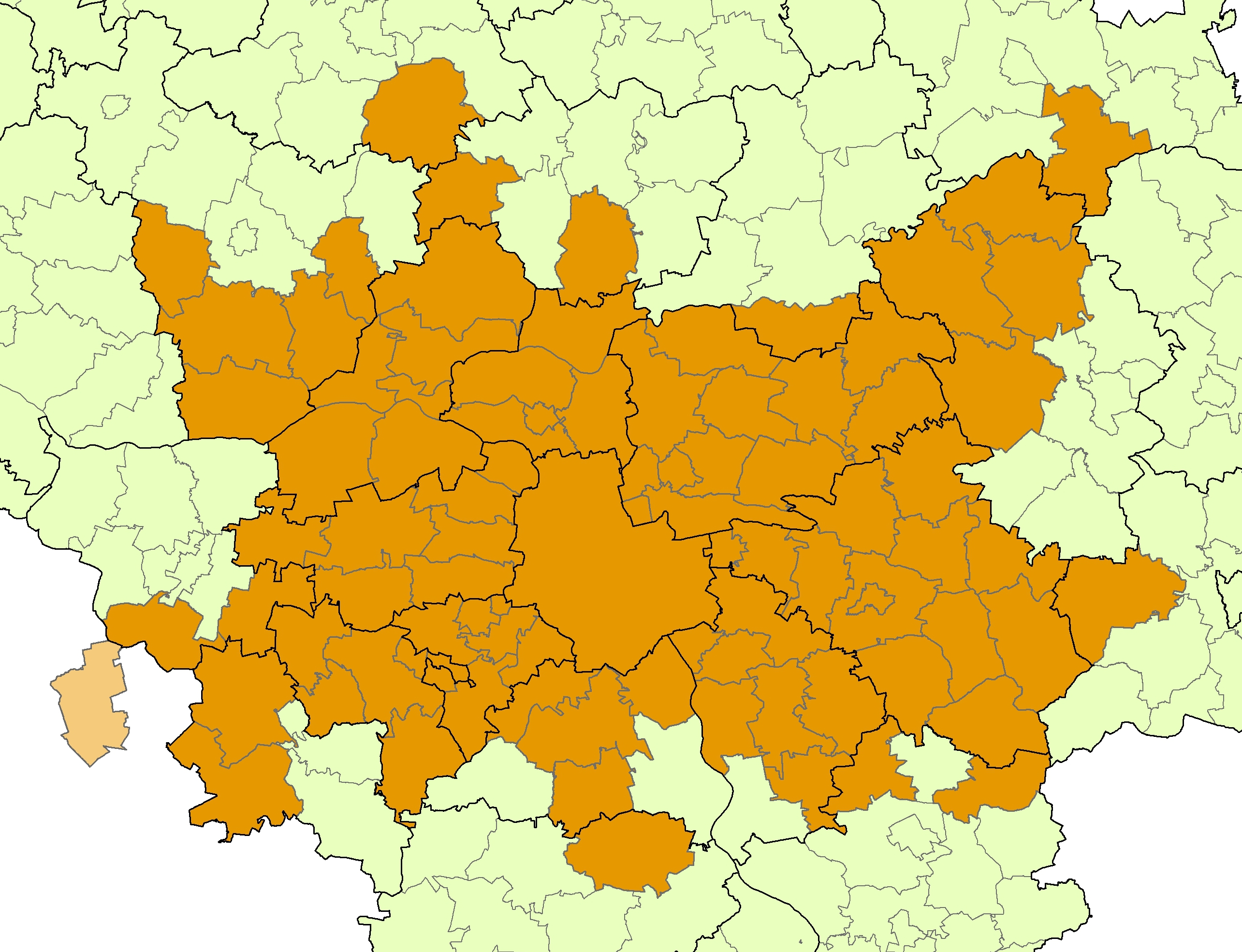
Funkcjonalny obszar miejski Warszawy

Funkcjonalne obszary miejskie (Functional Urban Area, FUA), wcześniej znane jako szersze strefy miejskie (Larger Urban Zone, LUZ), wyznaczane są na potrzeby statystyki europejskiej, jako obszary oddziaływania aglomeracji miejskich. Stanowią one ciągły przestrzennie obszar, z którego 15% i więcej populacji dojeżdża do pracy do miasta centralnego. Funkcjonalne obszary miejskie zostały ponownie wyznaczone w Polsce w 2012 roku na podstawie wyników badania „Przepływy ludności związane ze zatrudnieniem w 2006 r.”. Delimitacja ta, pierwotnie przygotowana na potrzeby programów Urban Audit, była wykorzystywana m.in. w pracach Ministerstwa Rozwoju Regionalnego.
Funkcjonalny obszar miejski Warszawy obejmuje, poza samą stolicą, 89 gmin (w tym jedną spoza województwa mazowieckiego):
- powiat grodziski (cały)
- powiat legionowski (cały)
- powiat miński (cały)
- powiat nowodworski (cały)
- powiat pruszkowski (cały)
- powiat warszawski zachodni (cały)
- powiat wołomiński (cały)
- powiat ciechanowski (gmina Sońsk)
- powiat garwoliński (gminy: Borowie i Pilawa)
- powiat grójecki (gmina Chynów)
- powiat ostrowski (gmina Małkinia Górna)
- powiat otwocki (gminy: Celestynów, Józefów, Karczew, Kołbiel, Osieck, Otwock i Wiązowna)
- powiat piaseczyński (gminy: Konstancin-Jeziorna, Lesznowola, Piaseczno i Prażmów)
- powiat płoński (gminy: Czerwińsk nad Wisłą, Dzierzążnia, Joniec, Naruszewo i Załuski)
- powiat pułtuski (gminy: Pokrzywnica i Świercze)
- powiat siedlecki (gmina Kotuń)
- powiat sochaczewski (gminy: Nowa Sucha i Teresin)
- powiat węgrowski (gminy: Korytnica, Łochów, Sadowne i Stoczek)
- powiat wyszkowski (gmina Zabrodzie)
- powiat żyrardowski (gminy: Puszcza Mariańska i Wiskitki)
- powiat łowicki (gmina Nieborów).

### Miejski Obszar Funkcjonalny Warszawy według planu zagospodarowania przestrzennego województwa mazowieckiego (od 2018 r.)
W ślad za utworzeniem warszawskiego stołecznego regionu NUTS 2 Sejmik Województwa Mazowieckiego uchwalił w 2018 r. nowy plan zagospodarowania przestrzennego województwa mazowieckiego, w którym granice Miejskiego Obszaru Funkcjonalnego Warszawy dostosowano do obszaru NUTS 2 Region warszawski stołeczny.

### Obszar metropolii warszawskiej na potrzeby zintegrowanych inwestycji terytorialnych finansowanych z unijnych wieloletnich ram finansowych na lata 2021–2027
Zgodnie z art 34 ust. 2 ustawy z dnia 28 kwietnia 2022 r. o zasadach realizacji zadań finansowanych ze środków europejskich w perspektywie finansowej 2021–2027, ZIT są realizowane w miejskich obszarach funkcjonalnych wskazanych jako obszary strategicznej interwencji w strategii rozwoju województwa, o której mowa w art. 11 ust. 1 ustawy z dnia 5 czerwca 1998 r. o samorządzie województwa (Dz.U. z 2022 poz. 547 i 583), czyli Miejskiego Obszaru Funkcjonalnego Warszawy w przypadku aglomeracji warszawskiej. Zadania związku ZIT w perspektywie finansowej 2021-2027 realizuje Stowarzyszenie „Metropolia Warszawa” na podstawie § 21a statutu tego stowarzyszenia jednostek samorządu terytorialnego, a także uchwały o przystąpienia do stowarzyszenia przyjęte przez organy stanowiące jego członków (w stanie na dzień 23 kwietnia 2022 r.: wszystkich gmin Miejskiego Obszaru Funkcjonalnego Warszawy w granicach określonych powyżej, a ponadto powiatów: grodziskiego, mińskiego, otwockiego, pruszkowskiego i warszawskiego zachodniego).

## Delimitacje naukowe

### Obszar aglomeracji warszawskiej według Swianiewicza i Klimskiej (2005)

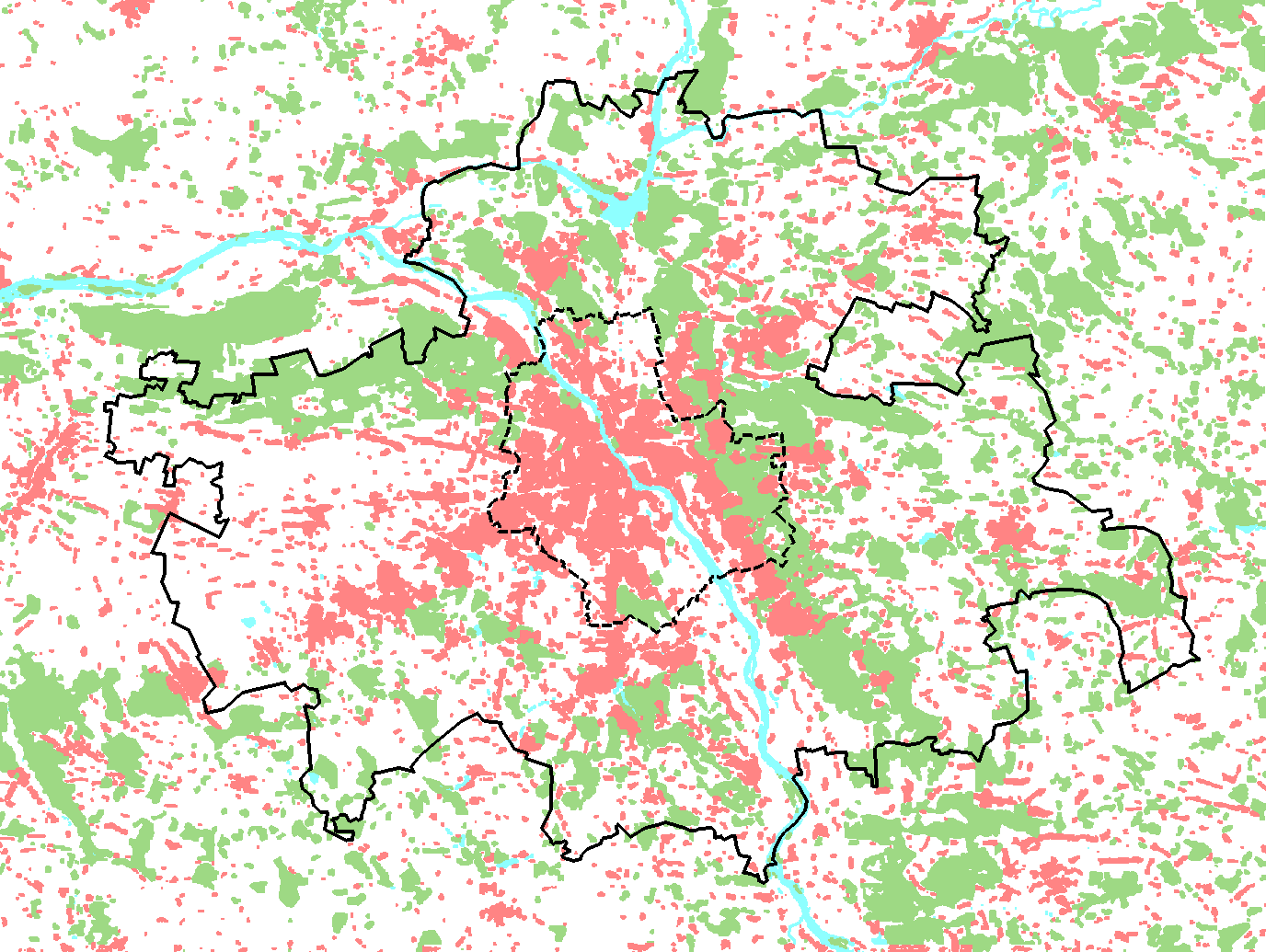
Aglomeracja warszawska według Swianiewicza 2005

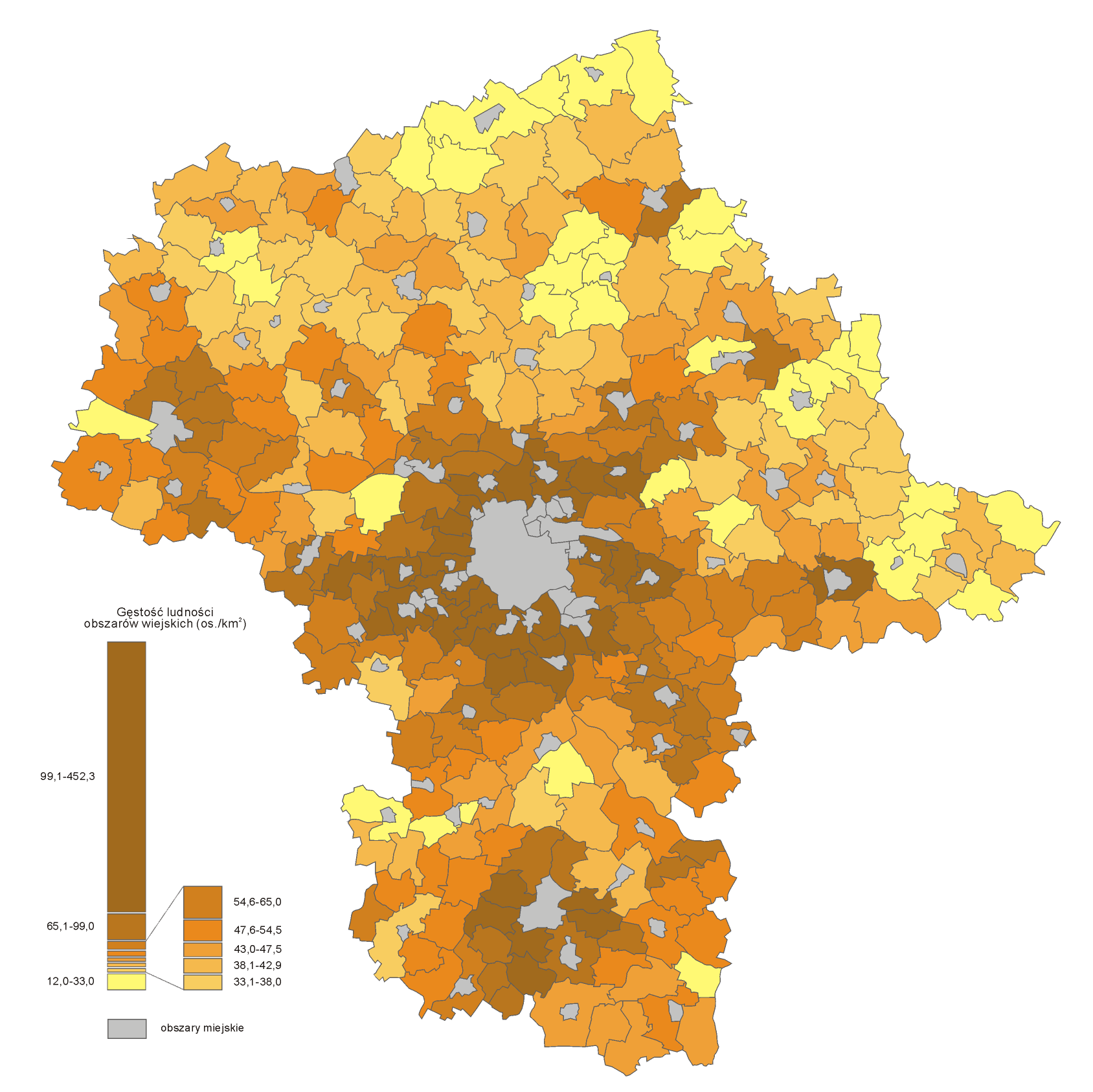
Gęstość zaludnienia w województwie mazowieckim terenów wiejskich w osobach na km² (w przekroju gminnym, stan 1 stycznia 2007 roku).

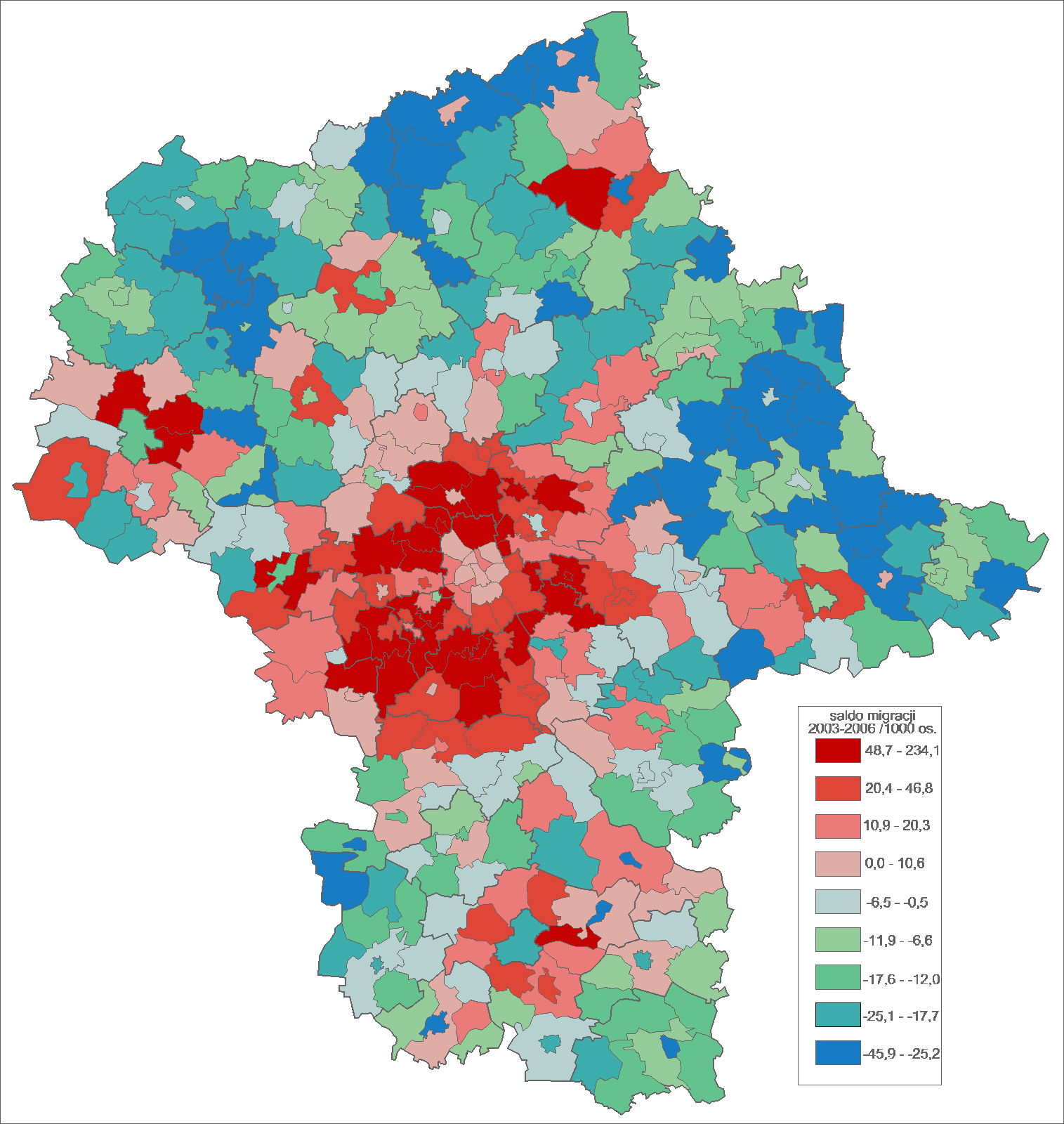
Saldo migracji w województwie mazowieckim w 2003-2006 na 1 tys. ludności (w przekroju gminnym, stan 1 stycznia 2007 roku).

Badanie zasięgu aglomeracji warszawskiej przeprowadzili Paweł Swianiewicz we współpracy z Urszulą Klimską, w ramach pracy nad wyznaczaniem aglomeracji Polski. Autorzy stosowali wspólne kryteria dla wszystkich badanych aglomeracji. Mianowicie:
- saldo migracji w latach 1998–2002 miało być nieujemne;
- gęstość zaludnienia w 2002 roku była wyższa od trzeciego kwartyla dla gmin wiejskich i miejsko-wiejskich w województwie;
- stosunek zatrudnionych (łącznie z rolnikami) do liczby ludności w wieku produkcyjnym zamieszkałej w gminie był nie wyższy od trzeciego kwartyla w województwie.

Autorzy podkreślają, że stosowanie ostatniego wskaźnika było rozwiązaniem zastępczym z braku statystyk dojazdów do centrum aglomeracji.
Do strefy podmiejskiej obszarów aglomeracji zaliczono gminy spełniające równocześnie co najmniej dwa z wymienionych powyżej trzech kryteriów.
Dodatkowym wymaganiem było, by obszar aglomeracji był zwartą całością, a zatem nie zaliczono doń gmin spełniających powyższe kryteria, jeśli były „odcięte” od miasta centralnego przez inne gminy nie spełniające tych kryteriów.
W tak zdefiniowany obszar aglomeracji warszawskiej wchodziły:
- Warszawa
- Powiat legionowski
- Powiat warszawski zachodni
- Powiat pruszkowski
- Powiat grodziski
- Powiat piaseczyński bez gminy Tarczyn
- Powiat otwocki bez gminy Osieck
- Powiat wołomiński bez gmin Jadów, Poświętne i Strachówka
- Miasta Mińsk Mazowiecki i Sulejówek, oraz gminy Cegłów, Dębe Wielkie, Halinów, Mińsk Mazowiecki i Stanisławów z powiatu mińskiego.

W porównaniu z obszarem aglomeracji warszawskiej według Planu zagospodarowania przestrzennego województwa mazowieckiego z 2004 z terytorium aglomeracji wykluczone zostały miasta Żyrardów i Nowy Dwór Mazowiecki (w sumie 42,58 km² z 68 545 os. populacji), natomiast do aglomeracji dodane zostały 12 gmin wiejskich oraz 3 gminy miejsko-wiejskie (w sumie 1535,14 km² z 138 270 os. populacji, w tym 22 290 os. ludności miejskiej). Obszar aglomeracji został zmniejszony o gęsto zaludnione tereny miast, a powiększony o słabo zaludnione (90 os./km²) przeważnie wiejskie (84% ludności wiejskiej) terytoria.
W wyniku tych zmian podstawowe statystyki obszaru aglomeracji warszawskiej według Swianiewicza 2005 są następujące (w nawiasach podane wartości obszaru aglomeracji warszawskiej według Planu zagospodarowania przestrzennego województwa mazowieckiego z 2004):
- Ludność aglomeracji: 2 666 278 (2 596 553)
- Obszar aglomeracji km²: 4222,79 (2730,23)
- Gęstość zaludnienia os./km²: 631,4 (951,0)
- Ludność podmiejska: 964 139 (894 414)
- w tym ludność miejska: 562 692 (608 947)
- ludność wiejska: 401 447 (285 467)
- ludność wiejska % całości aglomeracji: 15,1 (11,0)
- ludność wiejska % terenów podmiejskich: 41,6 (31,9)
- Gęstość zaludnienia terenów podmiejskich os./km²: 260,2 (404,2)

Wszystkie dane pochodzą z Banku danych regionalnych GUS na datę 31.12.2006.

### Obszar metropolitalny Warszawy według Smętkowskiego (2007)

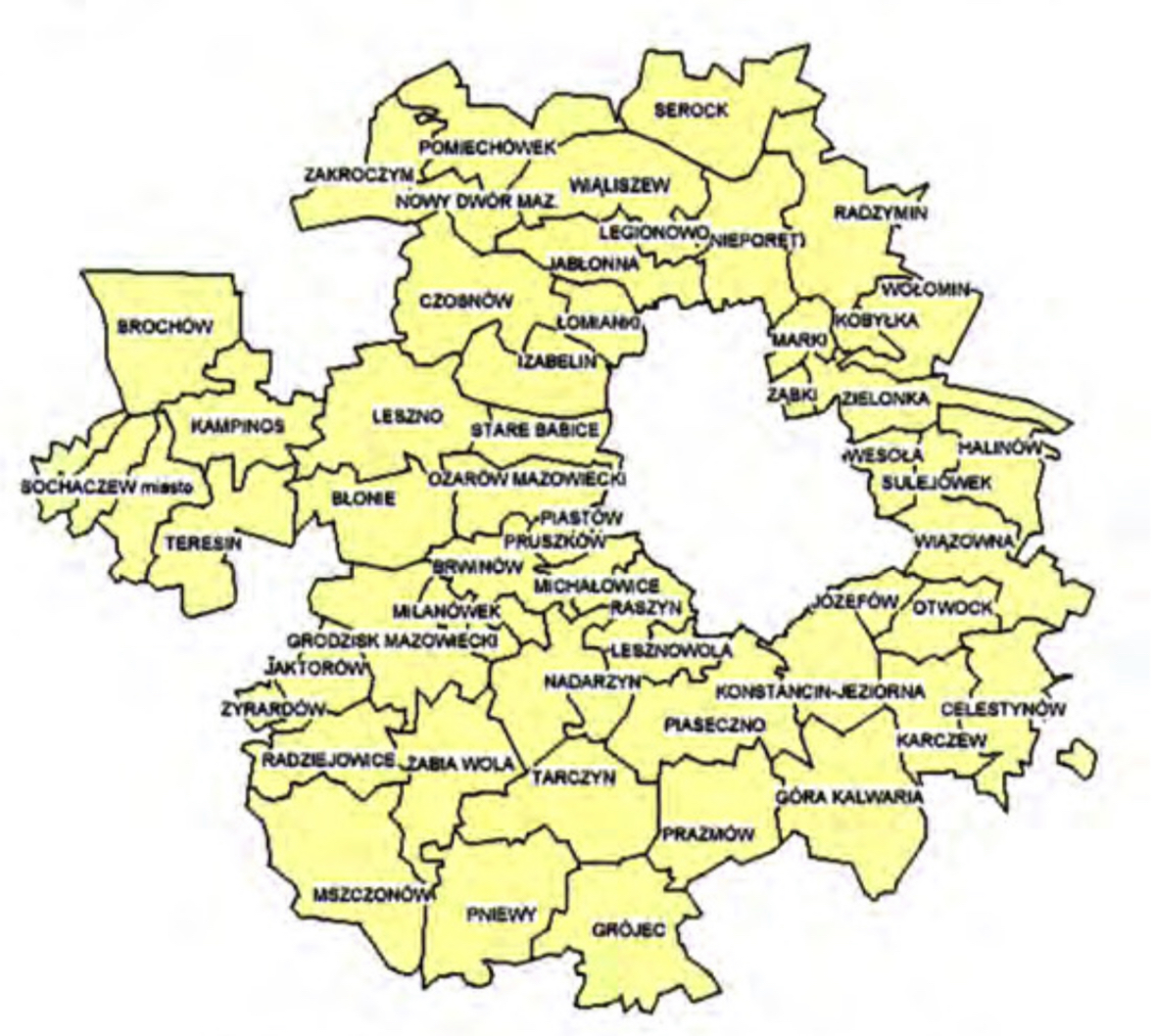
Obszar metropolitalny Warszawy według Smętkowskiego (2007)

Kolejną próbę zdefiniowania obszaru metropolitalnego Warszawy podjął Maciej Smętkowski w publikacji z 2007 r., opierającej się na danych z 2003 r. W skład obszaru metropolitalnego Warszawy, poza samym ośrodkiem metropolitalnym, weszło 56 gmin, w tym 16 gmin miejskich, 15 miejsko-wiejskich i 25 gmin wiejskich. Tak określona metropolia warszawska była w 2000 r. zamieszkana przez 2 mln 576 tys. osób, z których 1 610 tys. mieszkało w Warszawie, a pozostałych 966 tys. na pozostałym obszarze.

### Obszar metropolitalny Warszawy według Smętkowskiego, Jałowieckiego i Gorzelaka (2009)

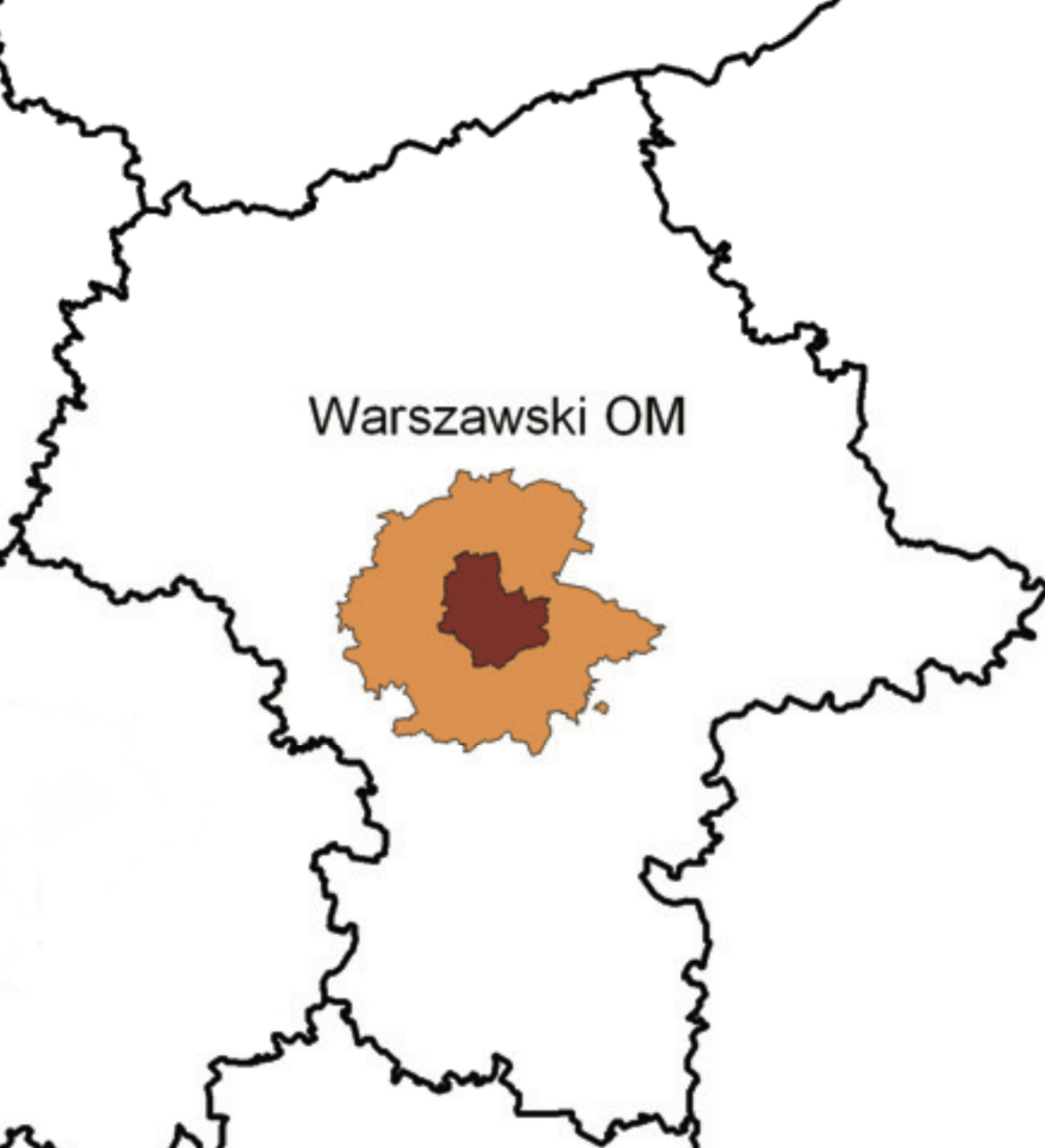
Obszar metropolitalny Warszawy według Smętkowskiego, Jałowieckiego i Gorzelaka (2009)

W roku 2009 ukazało się opracowanie Obszary metropolitalne w Polsce: Problemy rozwojowe i delimitacja trzech autorów: Smętkowskiego, Jałowieckiego i Gorzelaka. W pracy tej do obszaru metropolitalnego Warszawy zaliczono m.st. Warszawę jako miasto rdzeniowe, a ponadto gminy podstawowe:
- Błonie
- Brwinów
- Celestynów
- Czosnów
- Dąbrówka
- Dębe Wielkie
- Góra Kalwaria
- Grodzisk Mazowiecki
- Halinów
- Izabelin
- Jabłonna
- Józefów
- Karczew
- Klembów
- Kobyłka
- Konstancin-Jeziorna
- Legionowo
- Leszno
- Lesznowola
- Łomianki
- Marki
- Michałowice
- Milanówek
- Mińsk Mazowiecki (gmina miejska)
- Mińsk Mazowiecki (gmina wiejska)
- Nadarzyn
- Nieporęt
- Nowy Dwór Mazowiecki
- Otwock
- Ożarów Mazowiecki
- Piaseczno
- Piastów
- Podkowa Leśna
- Prażmów
- Pruszków
- Radzymin
- Raszyn
- Serock
- Stare Babice
- Sulejówek
- Tarczyn
- Wiązowna
- Wieliszew
- Wołomin
- Ząbki
- Zielonka.

### Miejski Obszar Funkcjonalny Warszawy według Śleszyńskiego (2013)

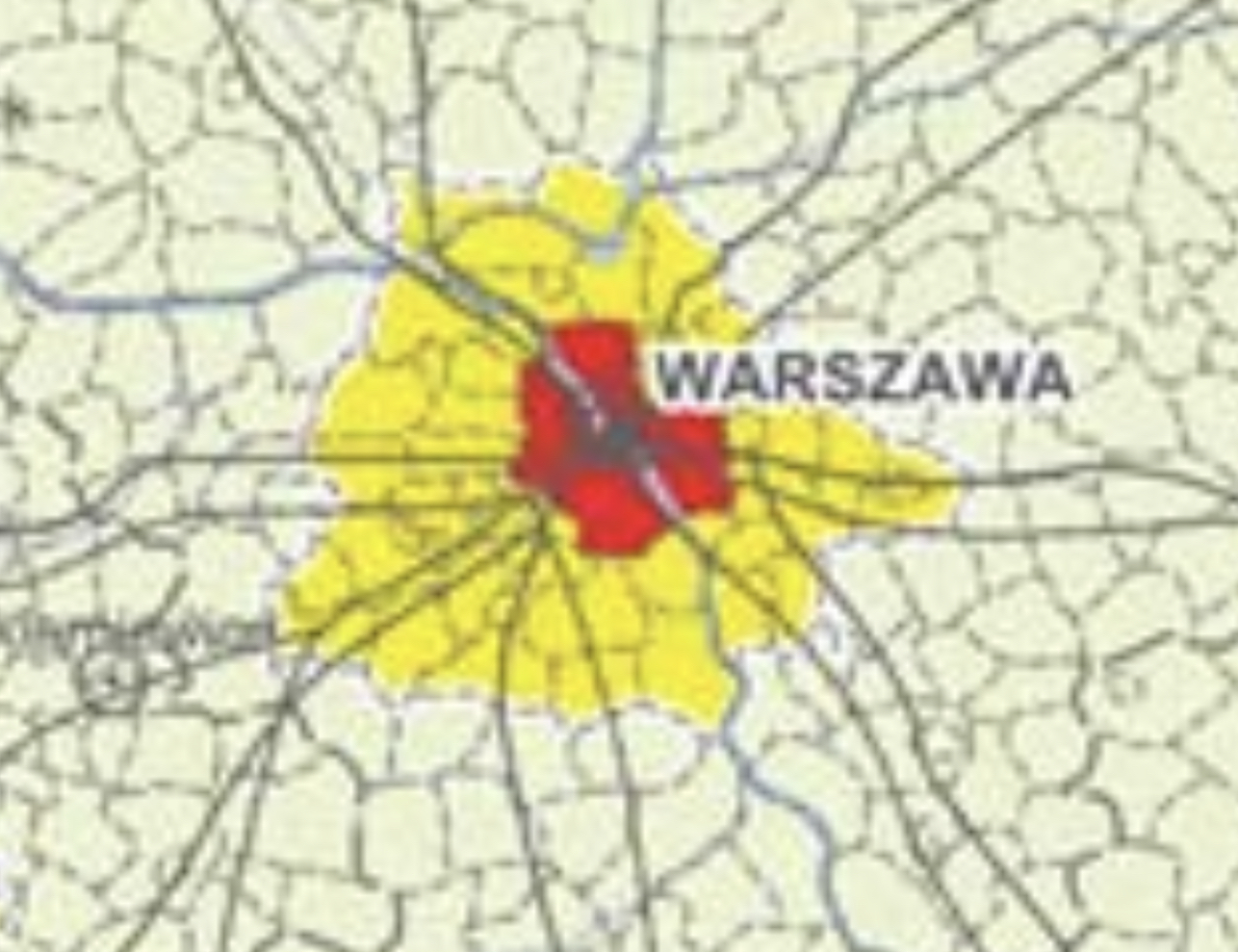
Miejski Obszar Funkcjonalny Warszawy według Śleszyńskiego (2013)

Na zamówienie Ministerstwa Rozwoju Regionalnego, kolejne tego rodzaju badanie zostało wykonane w 2012 r. i następnie opublikowane w 2013 r. przez Przemysława Śleszyńskiego. W badaniu tym do MOF Warszawy zaliczono m.st. Warszawę oraz gminy:
- Błonie
- Brwinów
- Celestynów
- Czosnów
- Dębe Wielkie
- Góra Kalwaria
- Grodzisk Mazowiecki
- Halinów
- Izabelin
- Jabłonna
- Jaktorów
- Józefów
- Karczew
- Kobyłka
- Konstancin-Jeziorna
- Legionowo
- Leszno
- Lesznowola
- Łomianki
- Marki
- Michałowice
- Milanówek
- Mińsk Mazowiecki (gmina miejska)
- Mińsk Mazowiecki (gmina wiejska)
- Nadarzyn
- Nieporęt
- Nowy Dwór Mazowiecki
- Otwock
- Ożarów Mazowiecki
- Piaseczno
- Piastów
- Podkowa Leśna
- Pomiechówek
- Prażmów
- Pruszków
- Radziejowice
- Radzymin
- Raszyn
- Serock
- Stare Babice
- Sulejówek
- Tarczyn
- Wiązowna
- Wieliszew
- Wołomin
- Ząbki
- Zielonka
- Żabia Wola
- Żyrardów.

## Historia i delimitacje historyczne
Warszawa stanowiła od 1921 r. wydzielone z województwa warszawskiego miasto o statusie województwa, natomiast pozostałą część aglomeracji obejmował powiat warszawski. W 1928 roku w wyniku reformy administracji ustanowiono w Warszawie powiaty grodzkie, początkowo w liczbie trzech (południowo-warszawski, północno-warszawski, prasko-warszawski), a w 1931 r. ustanowiono czwarty (śródmiejsko-warszawski). W 1938 r. uchwalono ustawę, na mocy której zniesiono warszawskie powiaty grodzkie, a Warszawa przybrała formę pojedynczej gminy miejskiej i powiatu grodzkiego o statusie województwa. W okresie okupacji niemieckiej Warszawa utraciła status miasta wydzielonego o statusie województwa i stała się częścią dystryktu warszawskiego, ale po zakończeniu wojny status ten przywrócono. W 1947 r. powołano ponadto Warszawski Zespół Miejski obejmujący ówczesny powiat warszawski. 1 stycznia 1951 r. zniesiono Warszawski Zespół Miejski, a 1 lipca 1952 r. powiat warszawski, zaś w ich miejsce utworzono powiaty: nowodworski (mazowiecki), piaseczyński, pruszkowski, powiat miejsko-uzdrowiskowy Otwock, przy czym ten ostatni został podzielony w 1958 r. na powiat otwocki oraz powiat grodzki Otwock.

Województwo stołeczne warszawskie (1975-1990)/województwo warszawskie (1990-1998)

Po zniesieniu w 1975 roku miast wydzielonych oraz powiatów, utworzono województwo stołeczne warszawskie, które obejmowało obszar Warszawy oraz kilkudziesięciu okolicznych gmin. Stanowiło ono zorganizowaną formę aglomeracji, jako że w okresie tym prezydent m.st. Warszawy był z urzędu wojewodą stołecznym warszawskim, a urząd miasta pełnił zarazem funkcje urzędu wojewódzkiego. W 1990 roku urzędy wojewody i prezydenta m.st. Warszawy rozdzielono, a województwo stołeczne warszawskie stało się regularnym województwem warszawskim istniejącym do 1998 r., podczas gdy miasto przekształcono z pojedynczej gminy miejskiej w związek komunalny dzielnic warszawskich o statusie gmin miejskich.

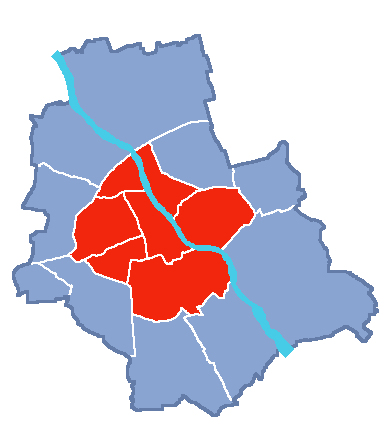
Gmina Warszawa-Centrum (kolor czerwony) i pozostałe gminy Warszawy (1994-2002).

Wprowadzony następnie w 1994 r. nowy ustrój Warszawy zamazał wyraźne rozgraniczenie między miastem a resztą aglomeracji, różnicując jej obszar na kilka stref: ścisłe miasto w przedwojennych granicach przybrało formę podzielonej na dzielnice gminy Warszawa-Centrum, otoczonej przez przedmieścia obejmujące 10 innych warszawskich gmin miejskich, zrzeszonych wraz z nią w przymusowym związku komunalnym miasta stołecznego Warszawy, którego prezydentem był z urzędu burmistrz gminy Warszawa-Centrum, pomimo iż pozostałe gminy związku nie brały jakiegokolwiek udziału w procesie obsadzania tego stanowiska, z kolei strefę podmiejską stanowiły pozostałe obszary województwa warszawskiego, utrzymanego w niezmienionym kształcie. Rozgraniczenie między miastem a resztą aglomeracji wskazywane było w tym okresie niejednolicie – w zależności od kontekstu i autora – jako przebiegające wzdłuż granicy zewnętrznej gminy Warszawa-Centrum, albo wzdłuż granicy zewnętrznej związku komunalnego Warszawy.

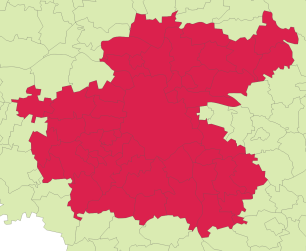
Gminy, które w 2001 roku miały wejść w skład projektowanego Warszawskiego Zespołu Miejskiego

Przygotowując reformę administracyjną państwa z 1999 r., planowano przywrócenie Warszawskiego Zespołu Miejskiego obejmującego aglomerację i tereny podmiejskie, w skład którego miały wchodzić: Warszawa oraz powiaty: warszawski zachodni, legionowski, wołomiński, otwocki, piaseczyński, pruszkowski oraz grodziski. WZM miał posiadać własną radę z reprezentantami poszczególnych jednostek i mieć administracyjny status powiatu. Sejm uchwalił odpowiednią ustawę w 2001 roku, lecz ostatecznie prezydent Aleksander Kwaśniewski ją zawetował, a w Sejmie nie uzyskano kwalifikowanej większości posłów wymaganej dla odrzucenia weta.

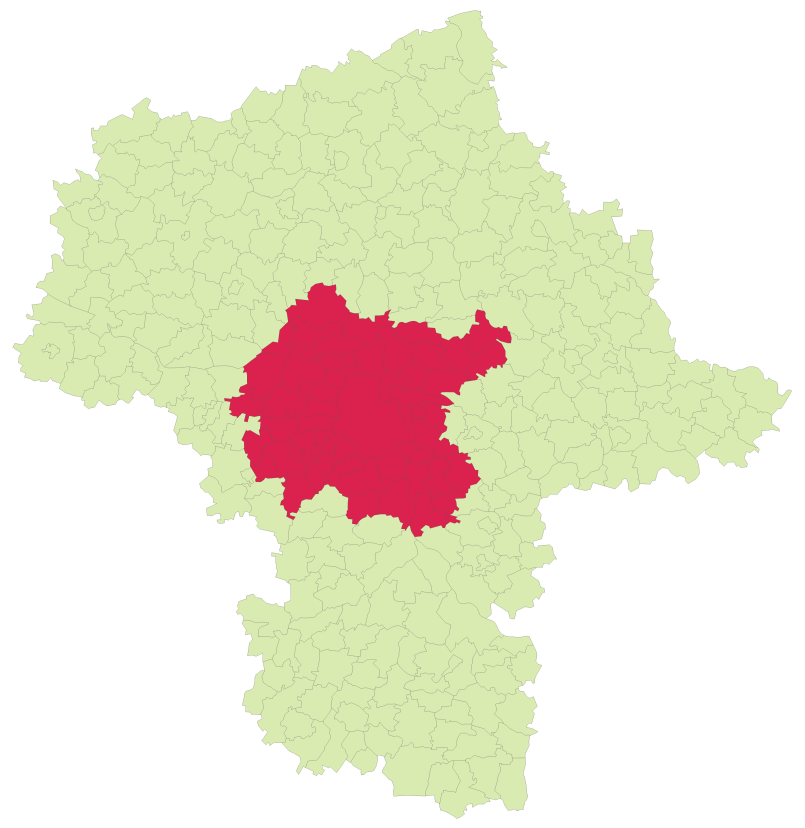
Gminy, które miały wejść w skład Warszawskiego Okręgu Stołecznego

Pojawił się także ostatecznie nieprzyjęty przez Sejm poselski projekt ustawy powołującej Warszawski Okręg Stołeczny, który miał być powiatem skupiającym Warszawę i okoliczne gminy.
Wskutek upadku ww. projektów, po zniesieniu w 1999 r. województwa warszawskiego. obszar m.st. Warszawy (związku komunalnego) wszedł do powiatu warszawskiego w województwie mazowieckim, a w okresie od 1 stycznia do 27 października 2002 r. powiat ten poszerzono o kolejne dwie gminy miejskie, spoza związku komunalnego. Ostatecznie w dniu 27 października 2002 r. Warszawa przybrała ponownie formę jednolitej gminy miejskiej na prawach powiatu, z jednoczesnym zniesieniem gmin warszawskich, ich związku komunalnego, a także powiatu warszawskiego, przy czym we wchodzących uprzednio w jego skład dwóch gminach spoza związku komunalnego zostały wśród mieszkańców przeprowadzone referenda, w wyniku których Wesoła stała się dzielnicą Warszawy, natomiast Sulejówek wszedł w skład powiatu mińskiego. Przywrócono w ten sposób jednoznaczne rozgraniczenie miasta od reszty aglomeracji. Granice tej ostatniej charakteryzowała jednakże od 2000 r. znaczna zmienność, przedstawiona w poniższych podsekcjach.

### Obszar aglomeracji warszawskiej definiowany według NUTS 3 / NTS 3 (2000-2007)
Opierając się na podziale statystycznym kraju na podregiony NTS 3 wprowadzonym w 2000 roku na potrzeby Nomenklatury Jednostek Terytorialnych do Celów Statystycznych (NTS), który począwszy od 2005 r. stał się zarazem podziałem na podregiony NUTS 3 na potrzeby wprowadzonej wówczas formalnie w Polsce unijnej wspólnej klasyfikacji Jednostek Terytorialnych do Celów Statystycznych, Główny Urząd Statystyczny od 2000 r. oraz Eurostat od 2005 r. definiowały aglomerację warszawską jako łączny obszar podregionu Warszawa obejmującego powiat warszawski (do 2002 r.) lub miasto stołeczne na prawach powiatu Warszawę (od 2002 r.) oraz podregionu warszawskiego obejmującego następujących 12 powiatów:
- grodziski,
- grójecki,
- legionowski,
- miński,
- nowodworski,
- otwocki,
- piaseczyński,
- pruszkowski,
- sochaczewski,
- warszawski zachodni,
- wołomiński,
- żyrardowski.

Delimitacja ta została zastąpiona przez obszar aglomeracji warszawskiej definiowany według NUTS 3 / NTS 3 (2008-2017).

### Obszar aglomeracji warszawskiej według planu zagospodarowania przestrzennego województwa mazowieckiego (2004-2014)

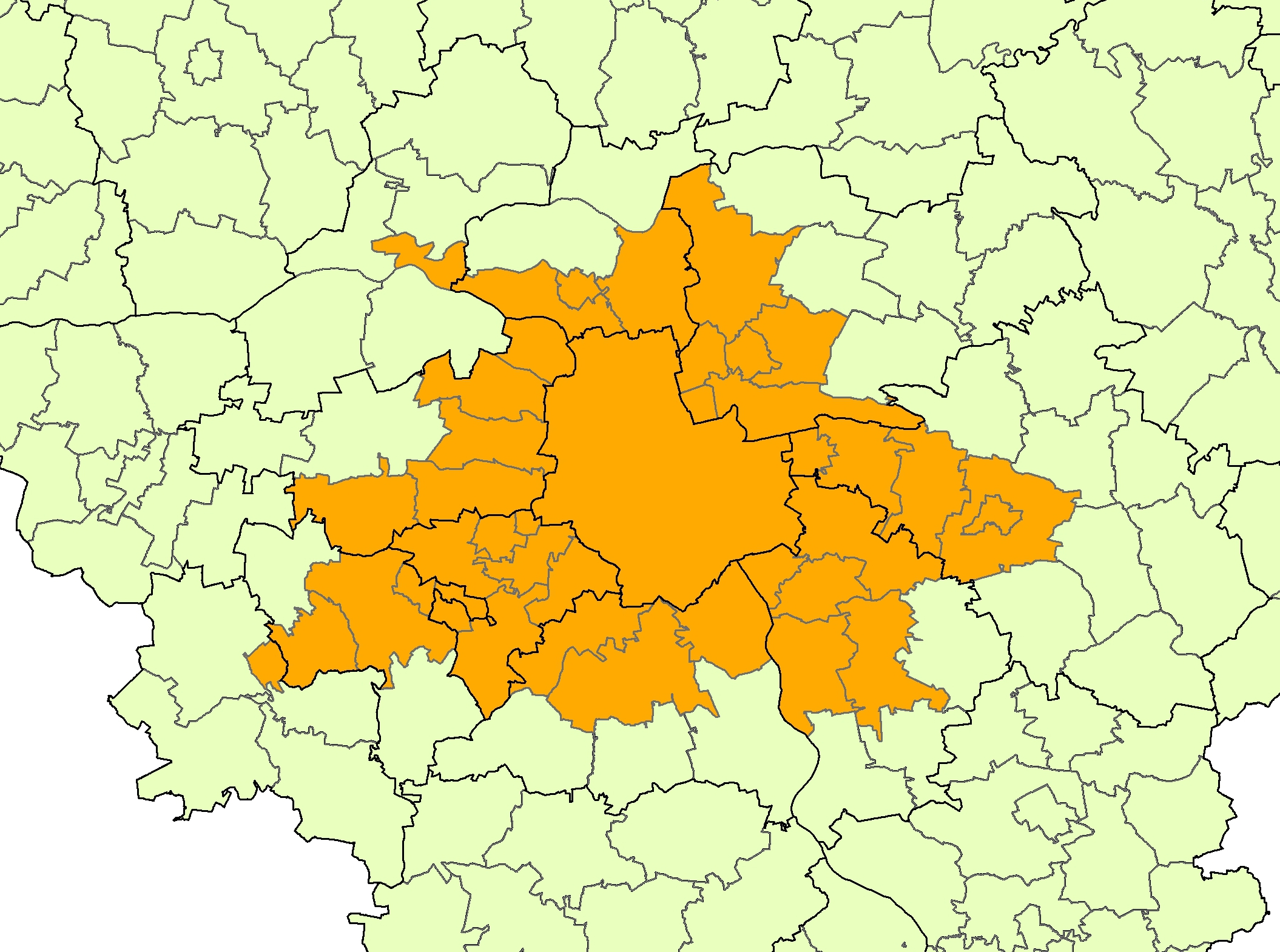
Obszar aglomeracji warszawskiej według planu zagospodarowania przestrzennego województwa mazowieckiego (2004-2014)

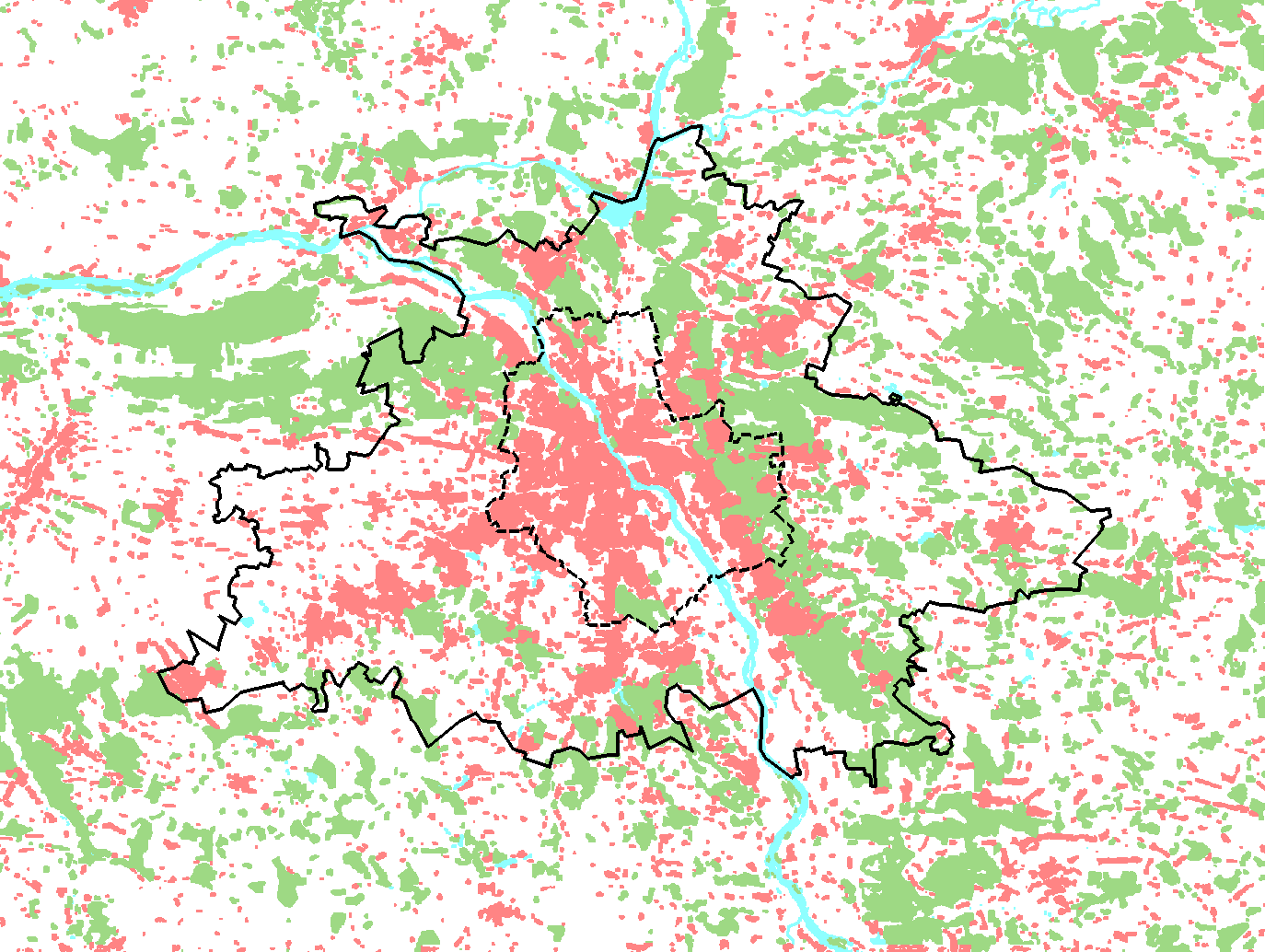
Aglomeracja warszawska według planu zagospodarowania przestrzennego województwa mazowieckiego (2004-2014)

W skład aglomeracji warszawskiej w granicach ustalonych w planie zagospodarowania przestrzennego województwa mazowieckiego (Uchwała Sejmiku Województwa Mazowieckiego z dnia 7 czerwca 2004) wchodziło miasto stołeczne na prawach powiatu Warszawa, a także 14 innych gmin miejskich, 11 gmin miejsko-wiejskich i 13 gmin wiejskich województwa mazowieckiego, położonych na terenie 10 powiatów nowodworskiego, legionowskiego, warszawskiego zachodniego, wołomińskiego, żyrardowskiego, grodziskiego, mińskiego, otwockiego, piaseczyńskiego i pruszkowskiego. Spośród nich tylko Warszawa i powiat pruszkowski wchodziły w skład aglomeracji w całości, natomiast pozostałe powiaty tylko częściowo.
| Gmina                                          | populacja | powierzchnia km² | gęstość zaludnienia osób/km² |
| ---------------------------------------------- | --------- | ---------------- | ---------------------------- |
| Milanówek                                      | 15.784    | 13,44            | 1174,4                       |
| Podkowa Leśna                                  | 3.844     | 10,13            | 379,5                        |
| Gmina Grodzisk Mazowiecki                      | 37.702    | 109,96           | 342,9                        |
| w tym miasto Grodzisk Mazowiecki               | 27.174    | 13,19            | 2060,2                       |
| obszar wiejski                                 | 10.528    | 96,77            | 108,8                        |
| Gmina Jaktorów                                 | 10.193    | 55,30            | 184,3                        |
| Legionowo                                      | 51.033    | 13,54            | 3769,1                       |
| Gmina Jabłonna                                 | 13.531    | 64,8             | 208,8                        |
| Gmina Nieporęt                                 | 13.067    | 100,12           | 130,5                        |
| Mińsk Mazowiecki                               | 37.927    | 13,18            | 2877,6                       |
| Gmina Dębe Wielkie                             | 8.315     | 77,72            | 107,0                        |
| Gmina Halinów                                  | 12.728    | 63,09            | 201,7                        |
| w tym miasto Halinów                           | 3.404     | 2,84             | 1198,6                       |
| obszar wiejski                                 | 9.324     | 60,25            | 154,8                        |
| Gmina Mińsk Mazowiecki                         | 12.957    | 111,76           | 115,9                        |
| Sulejówek                                      | 18.648    | 19,31            | 965,7                        |
| Nowy Dwór Mazowiecki                           | 27.510    | 28,23            | 974,5                        |
| Józefów                                        | 18.609    | 23,91            | 778,3                        |
| Otwock                                         | 43.388    | 47,31            | 917,1                        |
| Gmina Celestynów                               | 11.066    | 88,92            | 124,4                        |
| Gmina Karczew                                  | 15.897    | 81,5             | 195,1                        |
| w tym miasto Karczew                           | 10.368    | 28,12            | 368,7                        |
| obszar wiejski                                 | 5.529     | 53,38            | 103,6                        |
| Gmina Wiązowna                                 | 9.989     | 102,12           | 97,8                         |
| Gmina Konstancin-Jeziorna                      | 23.337    | 78,58            | 297,0                        |
| w tym miasto Konstancin-Jeziorna               | 16.631    | 17,74            | 937,5                        |
| obszar wiejski                                 | 6.706     | 60,84            | 110,2                        |
| Gmina Lesznowola                               | 16.538    | 69,3             | 238,6                        |
| Gmina Piaseczno                                | 63.828    | 128,26           | 497,6                        |
| w tym miasto Piaseczno                         | 38.104    | 16,22            | 2349,2                       |
| obszar wiejski                                 | 25.724    | 112,04           | 229,6                        |
| Piastów                                        | 23.290    | 5,76             | 4043,4                       |
| Pruszków                                       | 55.371    | 19,19            | 2885,4                       |
| Gmina Brwinów                                  | 21.571    | 69,26            | 311,4                        |
| w tym miasto Brwinów                           | 11.989    | 10,10            | 1187,0                       |
| obszar wiejski                                 | 9.582     | 59,16            | 162,0                        |
| Gmina Michałowice                              | 15.709    | 34,73            | 452,3                        |
| Gmina Nadarzyn                                 | 10.423    | 73,45            | 141,9                        |
| Gmina Raszyn                                   | 19.843    | 43,91            | 451,9                        |
| Gmina Błonie                                   | 19.892    | 85,58            | 232,4                        |
| w tym miasto Błonie                            | 12.293    | 9,09             | 1352,4                       |
| obszar wiejski                                 | 7.599     | 76,49            | 99,3                         |
| Gmina Izabelin                                 | 10.133    | 68,55            | 147,8                        |
| Gmina Łomianki                                 | 22.155    | 38,83            | 570,6                        |
| w tym miasto Łomianki                          | 15.875    | 8,40             | 1889,9                       |
| obszar wiejski                                 | 6.280     | 30,43            | 206,4                        |
| Gmina Ożarów Mazowiecki                        | 20.847    | 71,27            | 292,5                        |
| w tym miasto Ożarów Mazowiecki                 | 8.255     | 5,71             | 1445,7                       |
| obszar wiejski                                 | 12.592    | 65,56            | 192,1                        |
| Gmina Stare Babice                             | 15.541    | 59,85            | 259,7                        |
| Kobyłka                                        | 18.104    | 19,64            | 921,8                        |
| Marki                                          | 23.710    | 26,15            | 906,7                        |
| Ząbki                                          | 24.716    | 11,00            | 2246,9                       |
| Zielonka                                       | 17.238    | 79,48            | 216,9                        |
| Gmina Radzymin                                 | 19.257    | 129,87           | 148,3                        |
| w tym miasto Radzymin                          | 7.931     | 23,39            | 339,1                        |
| obszar wiejski                                 | 11.326    | 106,48           | 106,4                        |
| Gmina Wołomin                                  | 49.688    | 61,66            | 805,8                        |
| w tym miasto Wołomin                           | 36.716    | 17,24            | 2129,7                       |
| obszar wiejski                                 | 12.972    | 44,42            | 292,0                        |
| Żyrardów                                       | 41.035    | 14,35            | 2859,6                       |
| Warszawa                                       | 1702.139  | 517,22           | 3290,9                       |
| Aglomeracja warszawska:                        | 2596.553  | 2730,23          | 951,0                        |
| w tym miasta:                                  | 2311.086  | 1013,88          | 2279.4                       |
| Tereny podmiejskie aglomeracji (bez Warszawy): | 894.414   | 2213,01          | 404,2                        |
| w tym miasta:                                  | 608.947   | 496,66           | 1226,1                       |
| tereny wiejskie:                               | 285.467   | 1716,35          | 166,3                        |

Liczba ludności aglomeracji w tak określonych granicach zmieniała się następująco:
| Teren                                         | 31.12.1999 | 31.12.2000 | 31.12.2001 | 31.12.2002 | 31.12.2003 | 31.12.2004 | 31.12.2005 | 31.12.2006 | 31.12.2007 | 31.12.2008 |
| --------------------------------------------- | ---------- | ---------- | ---------- | ---------- | ---------- | ---------- | ---------- | ---------- | ---------- | ---------- |
| Aglomeracja warszawska                        | 2 521 137  | 2 525 104  | 2 532 103  | 2 540 721  | 2 551 108  | 2 564 490  | 2 580 046  | 2 596 553  | 2 614 590  | 2 628 252  |
| w tym Warszawa                                | 1 693 748  | 1 689 171  | 1 688 972  | 1 688 194  | 1 689 559  | 1 692 854  | 1 697 596  | 1 702 139  | 1 706 624  | 1 709 781  |
| Tereny podmiejskie aglomeracji (bez Warszawy) | 827 389    | 835 933    | 843 131    | 852 527    | 861 549    | 871 636    | 882 450    | 894 414    | 907 966    | 918 471    |
| w tym ludność miejska                         | 572 973    | 577 249    | 583 954    | 588 841    | 592 699    | 597 544    | 602 955    | 608 947    | 615 011    | 621 050    |
| ludność wiejska                               | 254 416    | 258 684    | 259 177    | 263 686    | 268 850    | 274 092    | 279 495    | 285 467    | 292 955    | 297 421    |
| ludność wiejska % całości aglomeracji         | 10,1       | 10,2       | 10,2       | 10,4       | 10,5       | 10,7       | 10,8       | 11,0       | 11,2       | 11,3       |
| ludność wiejska % terenów podmiejskich        | 30,7       | 30,9       | 30,7       | 30,9       | 31,2       | 31,4       | 31,7       | 31,9       | 32,3       | 32,4       |

W 2001 w gminie Halinów z terenów wiejskich wyodrębniono miasto Halinów, w związku z tym w 2001 roku odnotowano spadek odsetku ludności wiejskiej aglomeracji. Przyrost ludności aglomeracji składał się z przyrostu populacji Warszawy (miał wartości ujemne do 2002, w latach 2003–2007 był notowany przyrost) i przyrostu populacji terenów podmiejskich (którego ok. połowa przypadała na tereny wiejskie). Tereny wiejskie miały (w 2008 roku) najwyższy, w porównaniu z miastami, wskaźnik przyrostu 15,2‰ (26,2‰ w 2007 roku, 20,9‰ w 2006 roku), natomiast ludność miast przedmieść Warszawy wzrosła o 9,8‰ (10,0‰ w 2007 roku, 9,9‰ w 2006 roku), a Warszawy – o 1,8‰ (2,6‰ w 2007 roku, 2,7‰ w 2006 roku).
Delimitacja ta została zastąpiona przez opisaną w sekcji poniżej.

### Obszar Metropolitalny Warszawy według Strategii Rozwoju Województwa Mazowieckiego do 2020 r. (2007-2013) i do 2030 r. (2014-2022) oraz planu zagospodarowania przestrzennego województwa mazowieckiego (2014-2018)

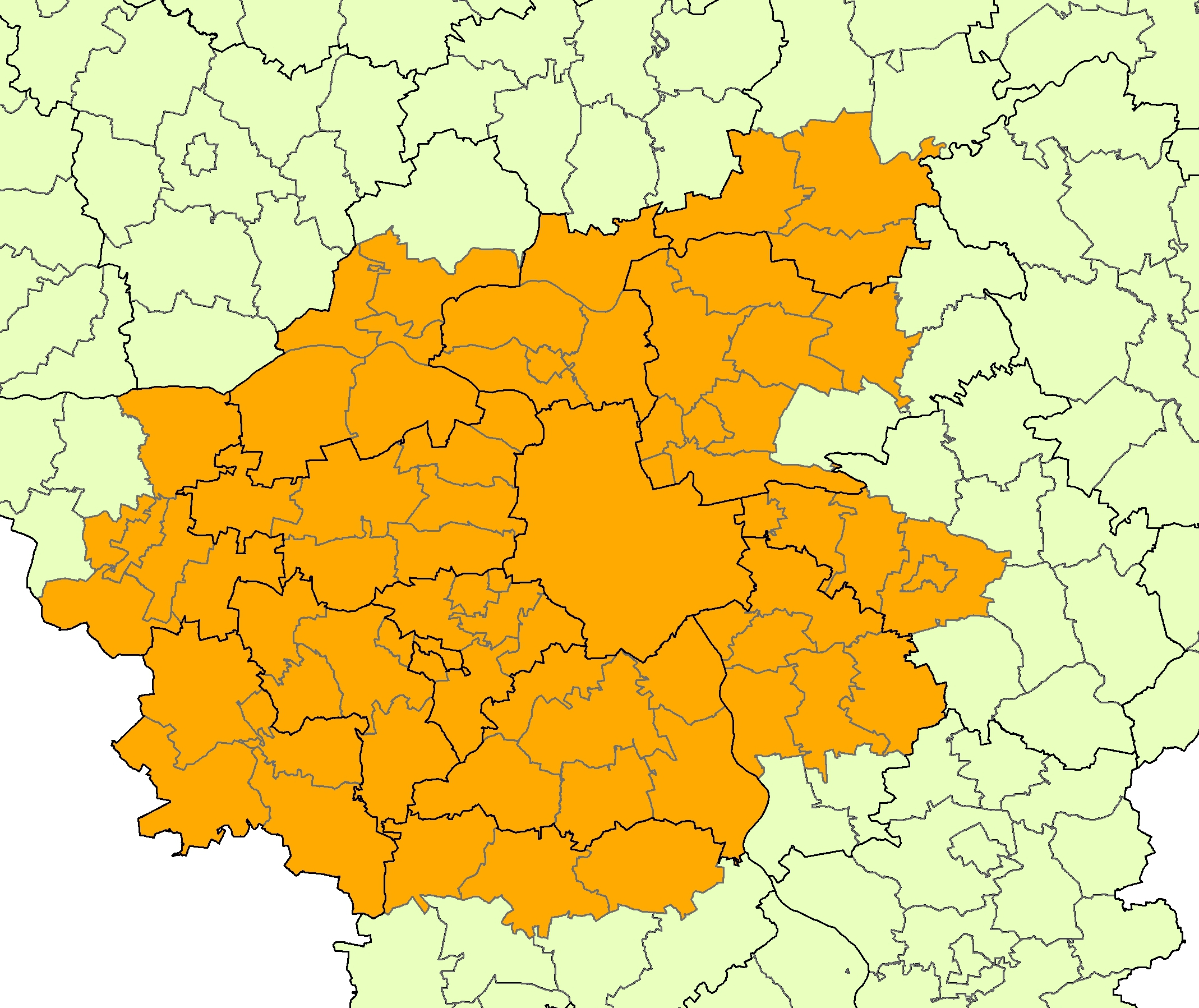
Obszar Metropolitalny Warszawy według Strategii Rozwoju Województwa Mazowieckiego do 2020 r. i do 2030 r. oraz planu zagospodarowania przestrzennego województwa mazowieckiego (2014-2018)

Obszar Metropolitalny Warszawy (OMW) został wyznaczony przez Mazowieckie Biuro Planowania Regionalnego na podstawie badań przeprowadzonych w 7 grupach zagadnień (przestrzeń, środowisko, społeczeństwo, gospodarka, transport, infrastruktura techniczna i inwestycje). Granice obszaru ustalono, biorąc pod uwagę największe nasilenie powiązań funkcjonalno-przestrzennych i najwyższe wartości wskaźników analizy ekonomicznej. Tak wyznaczony obszar został zaakceptowany przez Wojewódzką Komisję Urbanistyczno-Architektoniczną i Komisję Strategii Rozwoju Regionalnego i Zagospodarowania Przestrzennego Sejmiku Województwa Mazowieckiego oraz ujęty przez Sejmik Województwa Mazowieckiego w strategii rozwoju województwa uchwalonej w maju 2006 r. i ponownie w październiku 2013 r.; zajmował powierzchnię 6207 km² zamieszkaną przez 3.105.883 osoby (stan na 1 stycznia 2014 r.). W skład obszaru wchodziły 72 gminy, wśród nich 36 gmin miejskich lub miejsko-wiejskich. Obejmowały one m.st. Warszawę oraz powiaty:
- grodziski (cały powiat)
- legionowski (cały powiat)
- piaseczyński (cały powiat)
- pruszkowski (cały powiat)
- warszawski zachodni (cały powiat)
- żyrardowski (cały powiat)
- grójecki (gminy: Chynów, Grójec, Pniewy)
- miński (gminy: Dębe Wielkie, Halinów, Mińsk Mazowiecki (gm. miejska), Mińsk Mazowiecki (gm. wiejska), Sulejówek)
- nowodworski (gminy: Czosnów, Leoncin, Nowy Dwór Mazowiecki, Pomiechówek i Zakroczym)
- otwocki (gminy: Celestynów, Józefów, Karczew, Kołbiel, Otwock, Wiązowna)
- sochaczewski (gminy: Brochów, Nowa Sucha, Sochaczew (gm. miejska), Sochaczew (gm. wiejska), Teresin)
- wołomiński (gminy: Dąbrówka, Klembów, Kobyłka, Marki, Radzymin, Tłuszcz, Wołomin, Ząbki, Zielonka)
- wyszkowski (gminy: Somianka, Wyszków, Zabrodzie)[62][62].

Delimitacja ta została zastąpiona w 2022 r. przez Miejski Obszar Funkcjonalny Warszawy według Strategii Rozwoju Województwa Mazowieckiego 2030+. Innowacyjne Mazowsze.
Identyczna delimitacja przyjęta została także w planie zagospodarowania przestrzennego województwa mazowieckiego uchwalonym w lipcu 2014 r. i następnie zastąpiona przez Miejski Obszar Funkcjonalny Warszawy według planu zagospodarowania przestrzennego województwa mazowieckiego (od 2018 r.).

### Obszar aglomeracji warszawskiej definiowany według NUTS 3 / NTS 3 (2008-2017)

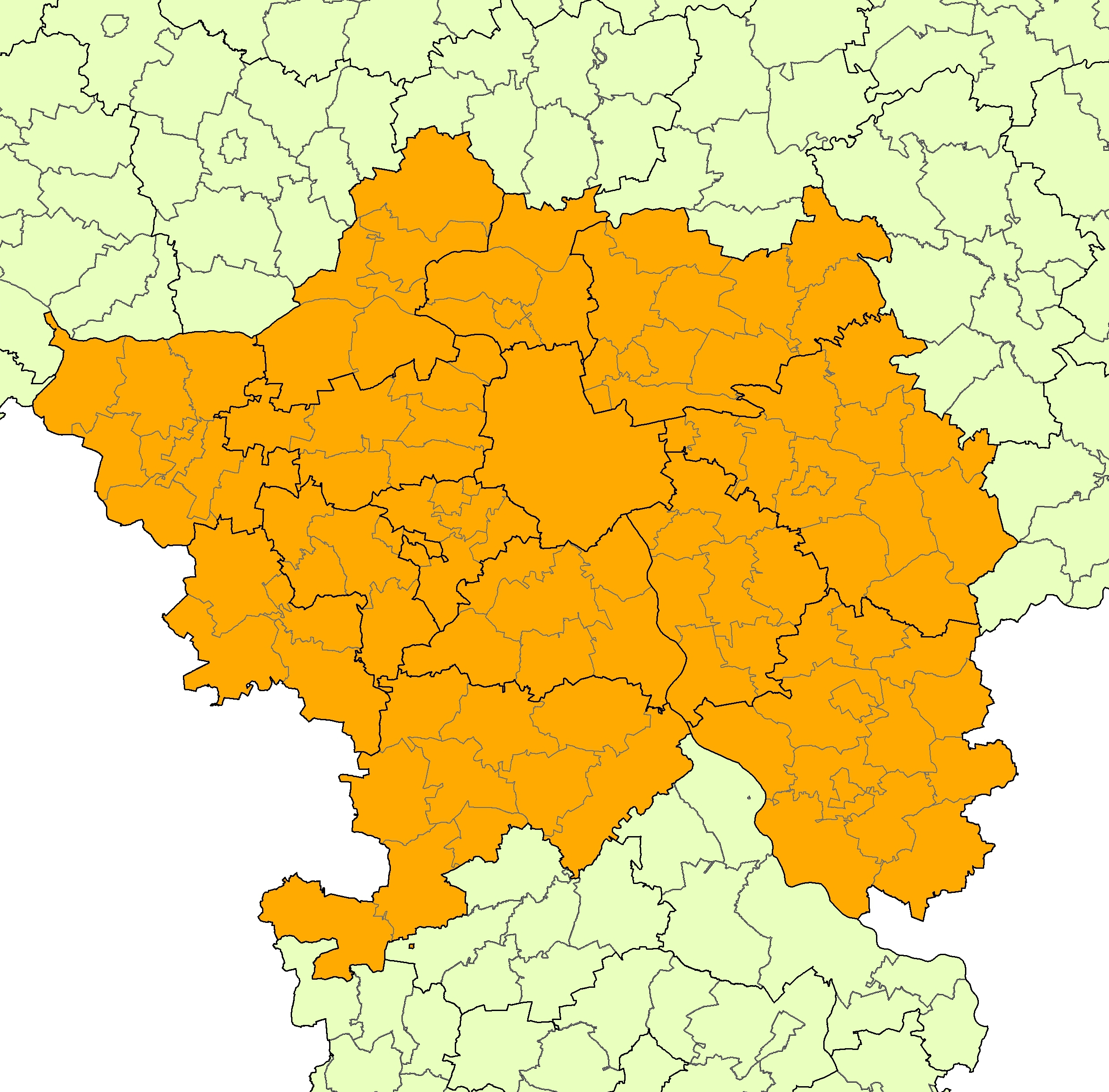
Aglomeracja warszawska wyznaczona na podstawie podregionów statystycznych NUTS 3 (2008-2017)

W wyniku wprowadzenia nowego podziału statystycznego Polski na poziomie NUTS 3 / NTS 3 obszar aglomeracji warszawskiej od 1 stycznia 2008 roku obejmował 3 podregiony: Warszawę, warszawski wschodni i warszawski zachodni, tj. Warszawę i powiaty: garwoliński, grodziski, grójecki, legionowski, miński, nowodworski, otwocki, piaseczyński, pruszkowski, sochaczewski, warszawski zachodni, wołomiński, żyrardowski, zatem o jeden powiat (garwoliński) więcej od wcześniejszego podziału. Tak wyznaczony obszar aglomeracji liczył w 2014 roku 3.335.867 mieszkańców i zajmował obszar 9924,02 km², co dawało średnią gęstość zaludnienia 336,1 os./km². Klasyfikacja NTS obowiązywała do końca 2017 roku. Od 1 stycznia 2018 r. obowiązywała już wyłącznie klasyfikacja NUTS wraz z wprowadzanymi wówczas do niej zmianami (patrz: #Region warszawski stołeczny NUTS 2 (od 2018 r.) powyżej).

### Warszawski Obszar Funkcjonalny Zintegrowanych Inwestycji Terytorialnych finansowanych z unijnych wieloletnich ram finansowych na lata 2014–2020

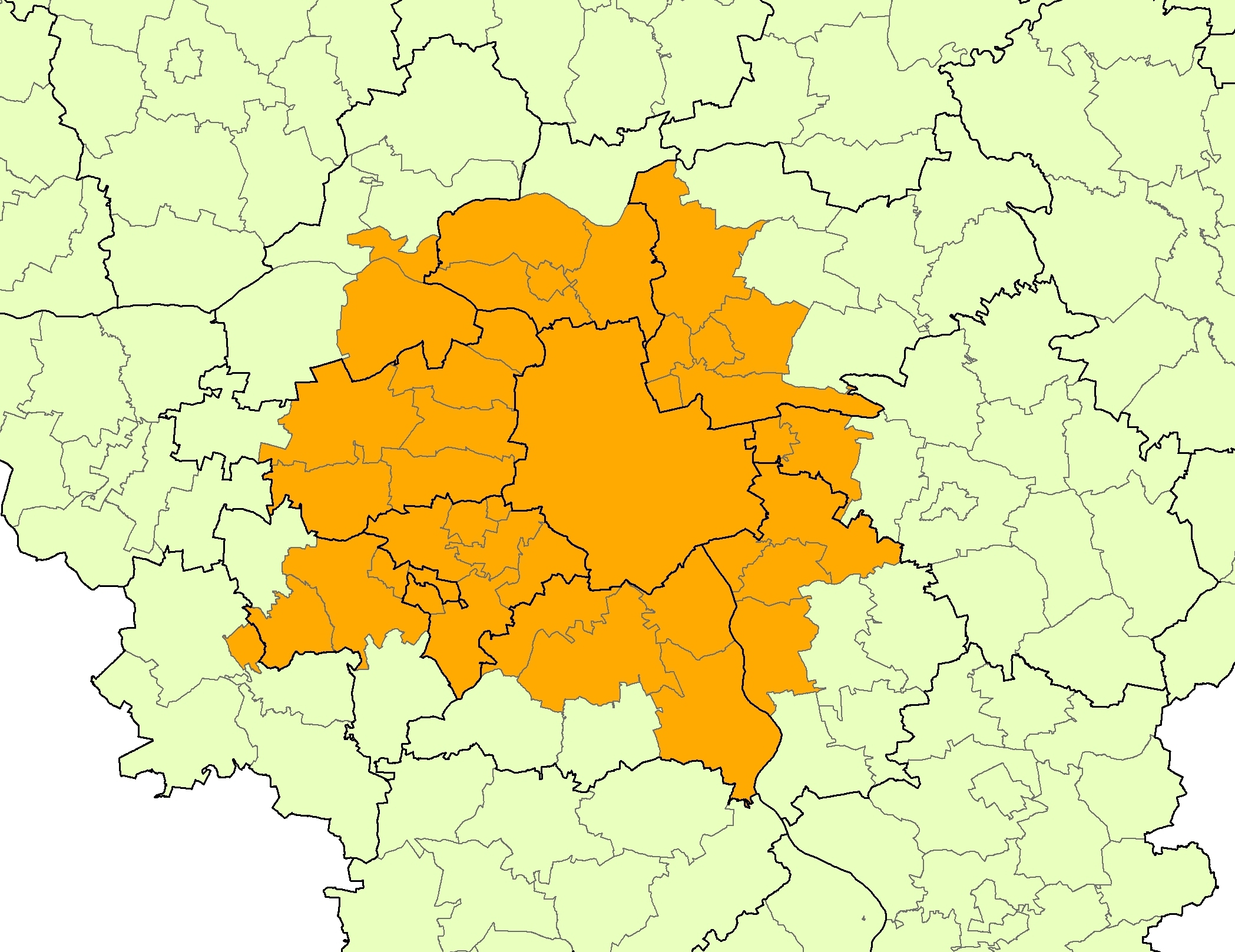
Warszawski Obszar Funkcjonalny Zintegrowanych Inwestycji Terytorialnych

Warszawski Obszar Funkcjonalny Zintegrowanych Inwestycji Terytorialnych (WOF ZIT) został powołany na podstawie podpisanej w sierpniu 2013 r. wielostronnej deklaracji współpracy gmin Warszawskiego Obszaru Funkcjonalnego w ramach ZIT. Po podjęciu uchwał przez rady 38 gmin Warszawskiego Obszaru Funkcjonalnego, 21 lutego 2014 r. zostało podpisane docelowe porozumienie o współpracy w zakresie ZIT w perspektywie finansowej UE 2014-2020. Tym samym zasięg WOF ZIT objął Warszawę i 37 okolicznych gmin. Kolejne dwie gminy dołączyły do WOF ZIT w dniu 30 czerwca 2014 r.
Warszawski Obszar Funkcjonalny Zintegrowanych Inwestycji Terytorialnych obejmował łącznie 40 gmin – Warszawę oraz powiaty:
- grodziski (gminy: Grodzisk Mazowiecki, Jaktorów, Milanówek i Podkowa Leśna)
- legionowski (gminy: Jabłonna, Legionowo, Nieporęt i Wieliszew)
- miński (gminy: Halinów i Sulejówek)
- nowodworski (gmina Czosnów i Nowy Dwór Mazowiecki)
- otwocki (gminy: Józefów, Karczew, Otwock i Wiązowna)
- piaseczyński (gminy: Góra Kalwaria, Konstancin-Jeziorna, Lesznowola i Piaseczno)
- pruszkowski (cały powiat)
- warszawski zachodni (gminy: Błonie, Izabelin, Leszno, Łomianki, Ożarów Mazowiecki i Stare Babice)
- wołomiński (gminy: Kobyłka, Marki, Radzymin, Wołomin, Ząbki i Zielonka)
- żyrardowski (gmina Żyrardów)

Tak wyznaczony WOF zajmował powierzchnię 2932 km², co stanowiło 8,2% powierzchni województwa mazowieckiego i 47,2% powierzchni Obszaru Metropolitalnego Warszawy. Na obszarze tym zamieszkiwało 2.714.987 osób. Został zastąpiony przez obszar metropolii warszawskiej na potrzeby zintegrowanych inwestycji terytorialnych finansowanych z unijnych wieloletnich ram finansowych na lata 2021–2027.

### Projekt instytucjonalizacji (2017 r.)

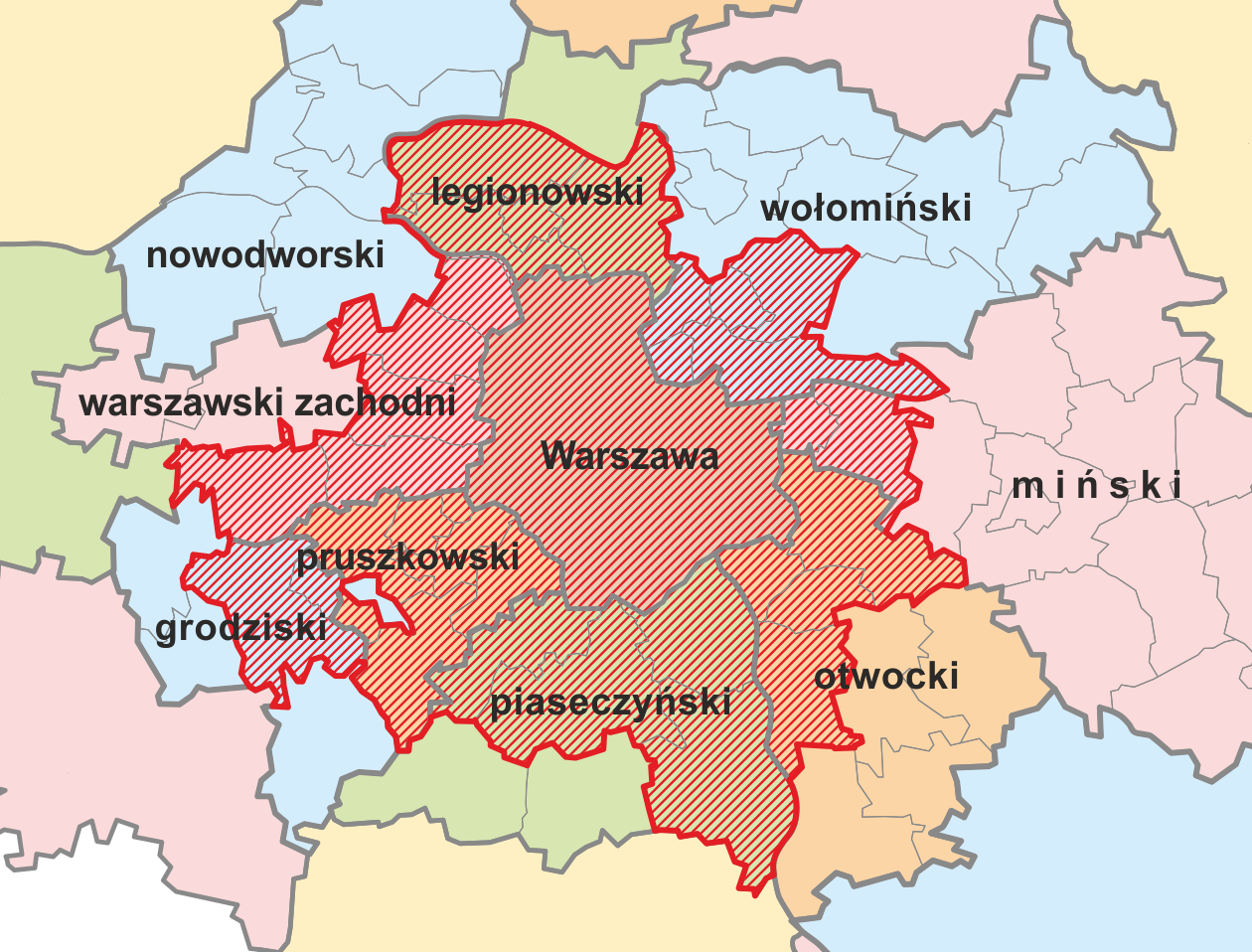
Proponowany okręg metropolitalny (2017)

W 2017 r. pojawił się poselski projekt ustawy powołującą powiat metropolitalny – jednostkę obejmującą Warszawę oraz 33 okoliczne gminy. Projekt ten nie został jednak przyjęty przez Sejm.